# Liste des abbayes, monastères et couvents catholiques en France
Cet article présente la liste des abbayes, monastères et couvents en France, c’est-à-dire les édifices religieux situés en France et en relation avec le monachisme.

## Préambule
On distingue :
- monastère : ensemble de bâtiments où vit une communauté religieuse de moines ou de moniales ;
- abbaye : monastère placé sous la direction d’un abbé ou d’une abbesse ;
- abbatiale ou église abbatiale : église spécialement construite pour une abbaye ;
- couvent : établissement religieux, généralement chrétien, où des clercs mènent une vie religieuse en communauté ;
- prieuré : monastère, le plus souvent subordonné à une abbaye plus importante qui est placé sous l’autorité d’un prieur, lui-même dépendant d’un abbé plus important ;
- chartreuse : monastère appartenant à l’ordre des Chartreux ;
- carmel : couvent appartenant à l’ordre du Carmel.

Pour les sources et références justifiant les dates, se reporter aux articles correspondants en cliquant sur les liens. La mention (archives AD) signifie qu’un fonds de quelque importance est conservé aux Archives départementales concernée

## Auvergne-Rhône-Alpes

### Ain
- Monastère royal de Brou (Bourg-en-Bresse).
- Abbaye de Chassagne (Crans), fondée en 1145, cistercienne (archives AD).
- Abbaye de Chézery (Chézery-Forens), fondée en 1140, cistercienne (archives AD).
- Monastère des Visitandines (Montluel) .
- Abbaye Notre-Dame (Ambronay), fondée au VIIIe siècle, bénédictine (archives AD).
- Abbaye Notre-Dame-des-Dombes (Le Plantay), fondée en 1840, trappiste.
- Abbaye Saint-Pierre (Nantua), fondée au VIIe siècle, bénédictine (archives AD).
- Abbaye de Saint-Rambert-en-Bugey (Saint-Rambert-en-Bugey), bénédictine (archives AD).
- Abbaye de Saint-Sulpice (Thézillieu), fondée en 1130, cistercienne (archives AD).
- Chartreuse de Poleteins.
- Chartreuse de Portes.
- Chartreuse de Sélignac (Simandre-sur-Suran), fondée en 1202.

### Allier
- Abbaye Notre-Dame (Cusset), fondée vers 886?, bénédictine.
- Abbaye Saint-Gilbert de Neuffonts (Saint-Didier-la-Forêt), fondé vers 1150, prémontrée.
- Abbaye Saint-Léger d'Ébreuil (Ébreuil), fondée en 961, bénédictine.
- Abbaye de Saint-Pourçain (Saint-Pourçain-sur-Sioule), bénédictine
- Abbaye Saint-Vincent (Chantelle), bénédictine.
- Abbaye de Sept-Fons (Dompierre-sur-Besbre), fondée en 1132, appelée aussi Notre-Dame de Saint-Lieu, cistercienne.
- Prieuré Saint-Pierre-et-Saint-Paul (Souvigny), bénédictine.

### Ardèche
- Abbaye des Chambons (Saint-Étienne-de-Lugdarès), fondée vers 1152, cistercienne.
- Abbaye de Mazan (Mazan-l'Abbaye), cistercienne.
- Abbaye Notre-Dame-des-Neiges (Saint-Laurent-les-Bains), cistercienne.
- Abbaye Sainte-Marie de Cruas (Cruas), bénédictine.
- Prieuré de Saint-Julien d'Orcival (Marcols-les-Eaux), bénédictine.

### Cantal
- Abbaye Saint-Géraud (Aurillac), fondée au IXe siècle, abbaye chef d’ordre, relève du Saint-Siège, bénédictine.
- Abbaye de Féniers (Condat), cistercienne.
- Abbaye de Montsalvy (Montsalvy), bénédictine.

### Drôme
- Abbaye de Bouchet (Bouchet), cistercienne.
- Abbaye de Léoncel (Léoncel), cistercienne.
- Abbaye Notre-Dame (Triors), fondée en 1984, bénédictine.
- Abbaye Notre-Dame d'Aiguebelle (Montjoyer), cistercienne, fondée en 1137.
- Monastère de la Clarté Notre-Dame (Taulignan), Dominicaines.

### Haute-Loire
- Abbaye de la Chaise-Dieu (La Chaise-Dieu), fondée en 1043 (royale, archives AD), bénédictine.
- Abbaye des Chazes (Saint-Julien-des-Chazes), fondée vers 800 (archives AD), bénédictine.
- Abbaye de Clavas (Riotord), abbaye unie à l’abbaye de la Séauve-Bénite en 1762, cistercienne.
- Abbaye de Doue (Saint-Germain-Laprade), fondée en 1138, prémontrée (archives AD).
- Abbaye Notre-Dame de Bellecombe (Yssingeaux), cistercienne (archives AD).
- Abbaye Notre-Dame de Pébrac (Pébrac), fondée en 1097 (archives AD), augustine.
- Abbaye Saint-Chaffre (Le Monastier), fondée au Ve siècle (archives AD), bénédictine.
- Abbaye de la Sauve-Bénite (La Séauve-sur-Semène), fondée au XIIIe siècle, cistercienne.

### Haute-Savoie
- Abbaye d'Abondance (Abondance), fondée au XIIe siècle, augustine.
- Abbaye de Bonlieu (Sallenôves), cistercienne.
- Abbaye d'Entremont (Entremont), fondée au XIIe siècle, augustine.
- Abbaye de Filly (Sciez), augustine.
- Abbaye du Petit-Lieu (Perrignier), cistercienne.
- Chartreuse de Pomier (Présilly).
- Abbaye de Sixt (Sixt-Fer-à-Cheval), fondée en 1144, augustine.
- Abbaye de Talloires (Talloires).

### Isère
- Abbaye de Bonnevaux (Villeneuve-de-Marc).
- Abbaye de Saint-André-le-Bas (Vienne), fondée au VIe siècle, bénédictine.
- Abbaye de Saint-André-le-Haut (Vienne), fondée au VIe siècle, bénédictine.
- Abbaye de Saint-Antoine (Saint-Antoine-l'Abbaye), chef d’ordre des antonins, XIIe siècle - XVIIIe siècle.
- Abbaye Saint-Pierre (Vienne), fondée au VIe siècle, bénédictine.
- Abbaye Notre-Dame des Petites-Roches (Saint-Bernard), bernardines, 1965-2015.
- Abbaye de Chambarand (Roybon), trappistes de 1868 à 1903 puis trappistines depuis 1931.
- Monastère de la Grande Chartreuse (Saint-Pierre-de-Chartreuse), chef d’ordre des chartreux de 1084 à nos jours.
- Chartreuse de Parménie (Beaucroissant), chartreux et aujourd’hui lasalliens.
- Chartreuse de Prémol (Vaulnaveys-le-Haut) XIIIe siècle - XVIIIe siècle.
- Chartreuse de la Sylve-Bénite (Le Pin), 1116-1791.
- Chartreuse des Écouges (Rencurel, 1116-1391.
- Chartreuse de Currière (Saint-Laurent-du-Pont).
- Chartreuse Sainte-Croix de Beauregard à Coublevie : 1827-1978.
- Abbaye Notre-Dame-de-Chalais (Voreppe), chef d’ordre des chalaisiens XIIe siècle - XVIIIe siècle puis dominicains et aujourd’hui dominicaines.
- Abbaye d'Albeval, ou Aubevaux (Vinay puis Beaulieu), chalaisiens.
- Monastère de Montfleury (Corenc), 1347-1791, dominicaines.
- Abbaye du Val-de-Bressieux (Saint-Pierre-de-Bressieux), cisterciennes, XIIe siècle - XVIIIe siècle.
- Abbaye des Ayes (Crolles), cisterciennes, XIIe siècle - XVIIIe siècle.
- Abbaye de Bonnevaux (Lieudieu), cisterciens, 1117-1791.
- Abbaye Notre-Dame-des-Anges (Saint-Just-de-Claix), cisterciennes, XIVe siècle - XVIIIe siècle
- Carmel de Surieu (Saint-Romain-de-Surieu), carmélites, de 1984 à nos jours.
- Carmel de La Tronche (La Tronche), carmélites.
- Couvent Sainte-Marie d'en-Haut (Grenoble), visitandines, 1620-1791.
- Chapelle Sainte-Marie-d'en-Bas (Grenoble), visitandines, 1647-1791.
- Monastère de la Visitation (Voiron), de 1834 à nos jours.
- Monastère de la Providence (Corenc), sœurs de la Providence, 1823-1976.
- Couvent de La Tronche (La Tronche), petites sœurs des pauvres.
- Couvent du Sacré-Cœur de Boisfleury (Corenc), dames du Sacré-Cœur, 1930 - fin XXe siècle.
- Monastère Notre-Dame de l'Assomption et Monastère Notre-Dame du Buisson-Ardent (Saint-Laurent-du-Pont), famille monastique de Bethléem, dans les bâtiments de l'ancienne Chartreuse de Currière.
- Monastère des Clarisses (Voreppe), clarisses.
- Couvent de la Visitation Sainte-Marie (Vif), visitandines, 1926-2006.
- Couvent des Ursulines (Vif), ursulines, 1662-1792.

### Loire
- Monastère de Saint-Sauveur-en-Rue, prieuré fondé en 1061, sous la direction de l’abbaye de la Chaise-Dieu, puis des Jésuites de Tournon.

### Puy-de-Dôme
- Abbaye Notre-Dame de Bellaigue (Virlet), fondée en 950, bénédictine.
- Abbaye de Mègemont ou abbaye de Notre-Dame (Chassagne), cistercienne.
- Abbaye de Menat (Menat) (archives AD), bénédictine.
- Abbaye de Mozac (Mozac), avant Mozat ou Mauzac, bénédictine (archives AD).
- Abbaye Notre-Dame de Randol (Cournols), fondée en 1971, bénédictine.
- Abbaye de Saint-Alyre (Clermont-Ferrand), bénédictine.

### Rhône
- Abbaye de Savigny, bénédictine.
- Abbaye d'Ainay, Lyon, bénédictine.
- Abbaye de Saint-Pierre-les-Nonnains, Lyon, bénédictine.
- Abbaye de Collonges (Collonges-au-Mont-d'Or).
- Abbaye de l'Île-Barbe, Lyon, bénédictine.
- Monastère Saint-Irénée (Lyon.
- Carmel de Lyon.

### Savoie
- Abbaye du Betton (Chamoux-sur-Gelon), fondée au XIIIe siècle, cistercienne.
- Abbaye d'Hautecombe (Le Bourget-du-Lac), cistercienne (1125-1922), bénédictine (1922-1992) puis confiée au Chemin Neuf.
- Abbaye Notre-Dame de Tamié (Plancherine), fondée en 1132, cistercienne.

## Bourgogne-Franche-Comté

### Côte-d’Or
- Abbaye de la Bussière (La Bussière-sur-Ouche), fondée en 1131, cistercienne (archives AD)
- Abbaye Notre-Dame de Cîteaux (Saint-Nicolas-lès-Cîteaux), cistercienne (archives AD)
- Abbaye de Flavigny (Flavigny-sur-Ozerain), fondée au VIIIe siècle, bénédictine (archives AD)
- Abbaye de Fontenay (Marmagne), fondée en 1118, cistercienne
- Abbaye du Lieu-Dieu (Beaune), abbaye de moniales du Lieu-Dieu-des-Champs ; seconde abbaye de bernardines après l’abbaye de Tart, dans la commune de Tart-l’Abbaye, fondée initialement vers 1180 dans la commune de Marey-lès-Fussey par les chevaliers de Vergy ; les bâtiments ruinés en 1636, obligent les religieuses à s’installer à Beaune (archives AD)
- Abbaye Notre-Dame de Molesme (Molesme), fondée en 1075, bénédictine (archives AD)
- Abbaye Notre-Dame (Châtillon-sur-Seine) (archives AD), augustine
- Abbaye d’Oigny (Oigny) (archives AD), augustine
- Abbaye Saint-Pierre-et-Saint-Paul de Pothières (Pothières), fondée en 860, bénédictine (archives AD)
- Abbaye de Prâlon (d) (Prâlon), fondée au XIIe siècle, bénédictine
- Abbaye du Puits d’Orbe (Châtillon-sur-Seine), fondée au XIIe siècle, bénédictine (archives AD)
- Abbaye Saint-Jean-de-Réome (Moutiers-Saint-Jean), fondée au Ve siècle, bénédictine (archives AD)
- Abbaye Saint-Joseph de Clairval (Flavigny-sur-Ozerain), bénédictine
- Abbaye Saint-Julien de Rougemont (Rougemont), fondée au XIe siècle (archives AD), bénédictine
- Abbaye Saint-Pierre (Bèze), fondée vers 620, bénédictine (archives AD)
- Abbaye de Saint-Seine (Saint-Seine-l’Abbaye), fondée au VIe siècle, bénédictine (archives AD)
- Abbaye Saint-Vivant de Vergy (Curtil-Vergy), bénédictine
- Abbaye Saint-Bénigne (Dijon), fondée au VIe siècle, bénédictine (archives AD)
- Abbaye Sainte-Marguerite (Bouilland), fondée en 1240 (archives AD), augustine
- Abbaye Notre-Dame de Tart (Tart-l’Abbaye), fondée au XIIe siècle, cistercienne (archives AD)
- Abbaye du Val des Choues (Graphie moderne - graphie ancienne : Val des Choux) (Villiers-le-Duc), cistercienne

### Doubs
- Abbaye de Belchamp (Voujeaucourt), prémontrée
- Abbaye Notre-Dame de Migette (Crouzet-Migette), clarisses
- Abbaye de Lieu-Croissant (Mancenans), cistercienne
- Abbaye de Mont-Sainte-Marie (Labergement-Sainte-Marie), cistercienne
- Abbaye de Montbenoît (Montbenoît), augustine
- Abbaye Notre-Dame de Billon (Chenecey-Buillon), cistercienne
- Abbaye de Baume-les-Dames (ou abbaye Sainte-Odile) (Baume-les-Dames), fondée au IVe siècle, bénédictine
- Abbaye de la Grâce-Dieu (Chaux-lès-Passavant), cistercienne
- Abbaye de Corcelles (Corcelles-Ferrières), cistercienne
- Abbaye Saint-Paul de Besançon (Besançon), augustine
- Abbaye Saint-Vincent de Besançon (Besançon), bénédictine
- Prieuré Notre-Dame de Bellefontaine (Émagny), augustin
- Prieuré de Vaucluse (Vaucluse), bénédictin
- Prieuré de Mouthier-Haute-Pierre (Mouthier-Haute-Pierre), bénédictin
- Prieuré Saint-Marcellin (Ornans)
- Prieuré de Lieu-Dieu (Abbans-Dessous)
- Monastère de Consolation (Consolation-Maisonnettes), minimes
- Couvent des Minimes (Ornans), minimes
- Couvent des Minimes de la Seigne (Montlebon), minimes
- Couvent des Bernardines (Pontarlier), bernardine
- Couvent des Cordeliers (Besançon)
- Couvent des Ursulines (Saint-Hippolyte)

### Jura
- Abbaye de Balerne (Abbaye Notre-Dame ou Saint-Pierre) (Mont-sur-Monnet), fondée vers 1100, cistercienne (archives AD)
- Abbaye de Saint-Claude (ou monastère de Condat) (Saint-Claude), anciennement Abbaye Saint-Oyend-de-Joux, fondée au Ve siècle, bénédictine (archives AD)
- Abbaye Notre-Dame (Château-Chalon), fondée au VIIe siècle, bénédictine (archives AD)
- Abbaye Notre-Dame (Ounans), fondée en 1147, cistercienne (archives AD)
- Abbaye Notre-Dame d’Acey (Vitreux), fondée vers 1136, cistercienne (archives AD)
- Abbaye Notre-Dame de Goaille (Salins-les-Bains), fondée en 1199, augustine (archives AD)
- Abbaye Notre-Dame de Rosières (La Ferté), fondée vers 1130, cistercienne (archives AD)
- Abbaye Saint-Pierre (Gigny), fondée au IXe siècle, bénédictine
- Abbaye Saint-Pierre (Baume-les-Messieurs), bénédictine (archives AD)
- Abbaye de Genne Mont-Sainte Marie (Montigny-lès-Arsures), cistercienne
- Abbaye Sainte-Marie de Saint-Jean-le-Grand d’Autun (Colonne)
- Abbaye du Grandvaux (Grande-Rivière)
- Monastère Sainte-Claire (Poligny)
- Couvent des Cordeliers (Dole)
- Couvent des Bernardines (Orgelet)
- Couvent des Ursulines (Poligny)

### Haute-Saône
- Abbaye de Bellevaux (Cirey), fondée en 1119, cistercienne (archives AD)
- Abbaye de Bithaine (Bithaine-et-le-Val), fondée vers 1133, cistercienne (archives AD)
- Abbaye de la Charité (Neuvelle-lès-la-Charité), fondée en 1133, cistercienne (archives AD)
- Abbaye de Cherlieu (Montigny-lès-Cherlieu), cistercienne (archives AD)
- Abbaye de Clairfontaine (Polaincourt), fondée en 1132, cistercienne (archives AD)
- Abbaye de Colonges (Broye-les-Loups), fondée en 1142
- Abbaye Notre-Dame de Corneux (Saint-Broing), fondée en 1131, prémontrée (archives AD)
- Abbaye de Lure (Lure), fondée en 613 (archives AD)
- Abbaye Saint-Pierre-et-Saint-Paul de Luxeuil (Luxeuil), fondée au VIe siècle, bénédictine (archives AD)
- Abbaye de Marast (Villersexel), augustine
- Abbaye de Montigny-lès-Vesoul (Montigny-lès-Vesoul), fondée en 1286, clarisses (archives AD)
- Abbaye Notre-Dame de Faverney (Faverney), bénédictine (archives AD)
- Abbaye de Theuley (Vars), fondée en 1131, cistercienne (archives AD)
- Prieuré de Jonvelle (Jonvelle)
- Prieuré de La Roche-Morey (La Roche-Morey)
- Prieuré de Pesmes (Pesmes)
- Prieuré de Rosey (Rosey)
- Prieuré du Marteroy (Vesoul)
- Couvent des Augustins de Champlitte (Champlitte)
- Couvent des Récollets de Conflans-sur-Lanterne (Conflans-sur-Lanterne)
- Couvent des Ursulines de Vesoul (Vesoul)

### Nièvre
- Abbaye de Bourras (Saint-Malo-en-Donziois), cistercienne
- Abbaye des Roches (Myennes), cistercienne

### Saône-et-Loire
- Abbaye Saint-Andoche (Autun), bénédictine
- Abbaye Saint-Martin d’Autun (Autun), bénédictine
- Abbaye Saint-Pierre-et-Saint-Paul (Cluny), clunisienne
- Abbaye de Maizières (Saint-Loup-Géanges), cistercienne
- Abbaye de Molaise (Écuelles), moniales, cistercienne (archives AD)
- Abbaye Notre-Dame du Miroir (Cuiseaux), cistercienne
- Abbaye Saint-Philibert (Tournus), bénédictine
- Abbaye Saint-Rigaud (Ligny-en-Brionnais), bénédictine
- Abbaye Saint-Symphorien d’Autun (Autun), bénédictine
- Abbaye Saint-Jean-le-Grand d’Autun (Autun), bénédictine
- Abbaye Notre-Dame de Venière (Boyer), bénédictine

### Territoire de Belfort
- Abbaye de Froidefontaine (Froidefontaine), prieuré fondé en 1105, bénédictin

### Yonne
- Abbaye de la Cour-Notre-Dame (Michery), fondée en 1225, cistercienne
- Abbaye Notre-Dame (Molosmes), fondée vers 500, bénédictine
- Abbaye Notre-Dame (Dilo), fondée en 1132, prémontrée (archives AD)
- Abbaye Notre-Dame de Marcilly (Provency), fondée en 1239, cistercienne
- Abbaye Notre-Dame de la Charité-sur-Lézinnes (Lézinnes), fondée en 1184, cistercienne
- Abbaye Notre-Dame de Crisenon (Prégilbert), bénédictine
- Abbaye Notre-Dame des Escharlis (Villefranche), fondée vers 1120, cistercienne (archives AD)
- Abbaye Notre-Dame-La-D’Hors (Auxerre), fondée au VIIe siècle, prémontrée
- Abbaye Notre-Dame des Isles (Auxerre), cistercienne (archives AD)
- Prieuré de Jully-les-Nonnains, à Jully, fondée en 1115, bénédictine
- Abbaye Notre-Dame de la Pommeraye (La Chapelle-sur-Oreuse), bénédictine, alias Notre-Dame-lès-Sens
- Abbaye Notre-Dame de Vauluisant (Courgenay), fondée en 1127, cistercienne (archives AD)
- Abbaye de Pontigny (Pontigny), fondée en 1114, cistercienne (archives AD)
- Abbaye de Quincy (Commissey), fondée en 1133, cistercienne (archives de l’Yonne et de la Côte-d’Or)
- Abbaye de Reigny-lès-Vermenton (Vermenton), cistercienne (archives AD)
- Abbaye Saint-Germain (Auxerre), fondée au VIe siècle, bénédictine (archives AD)
- Abbaye de Saint-Jean-lès-Sens (Sens), fondée au VIe siècle, augustine (archives AD)
- Abbaye Saint-Julien (Auxerre), fondée au VIe siècle, bernardine (archives AD)
- Abbaye Saint-Marien (Auxerre), fondée au Ve siècle, bénédictine (archives AD)
- Abbaye Saint-Martin de Chore (ou Cure) (Domecy-sur-Cure) fondée au XIIe siècle, bénédictine (archives AD))
- Abbaye Saint-Michel (Tonnerre), fondée au VIe siècle, bénédictine
- Abbaye Saint-Paul-lès-Sens (Sens), prémontrée, alias Saint-Paul-sur-Vanne
- Abbaye Saint-Père (aussi nommée Saint-Pierre-en-Vallée) (Auxerre), fondée au VIe siècle, augustine
- Abbaye Saint-Pierre-le-Vif de Sens (Sens), fondée au VIe siècle, bénédictine (archives AD)
- Abbaye Saint-Remi (Sens), fondée en 805, bénédictine (archives AD)
- Abbaye Sainte-Colombe (Saint-Denis-lès-Sens), fondée en 620, bénédictine (archives AD)
- Abbaye Sainte-Marie de la Pierre-qui-Vire (Saint-Léger-Vauban), cistercienne
- Abbaye Sainte-Marie-Madeleine (Vézelay), fondée au IXe siècle, bénédictine (archives AD)
- Chartreuse Notre-Dame de Valprofonde (Béon), fondée en 1301, chartreuse (archives AD Yonne H 869-897)

## Bretagne

### Côtes-d’Armor
- Abbaye de Bégard (Bégard), cistercienne
- Abbaye Sainte-Croix de Guingamp (Guingamp), augustine
- Abbaye Notre-Dame de Beaulieu (Languédias), augustine
- Abbaye Notre-Dame de Beauport (Paimpol), prémontrée
- Abbaye Notre-Dame de Bon-Repos (Saint-Gelven), fondée en 1184, cistercienne (archives AD)
- Abbaye Notre-Dame de Boquen (Plénée-Jugon), cistercienne
- Abbaye Notre-Dame de Coatmalouen (Kerpert), cistercienne
- Abbaye Notre-Dame de Lantenac (La Ferrière), bénédictine
- Abbaye Saint-Aubin des Bois (Plédéliac), cistercienne
- Abbaye de Saint-Jacut (Saint-Jacut-de-la-Mer), bénédictine
- Abbaye Saint-Magloire de Léhon (Léhon), bénédictine

### Finistère
- Abbaye Notre-Dame (Daoulas), fondée au XIIe siècle, augustine (archives AD)
- Abbaye Notre-Dame de Carnoët ou abbaye de Saint-Maurice de Carnoët (Clohars-Carnoët), fondée vers 1170, cistercienne (archives AD)
- Abbaye Notre-Dame de Kerlot (Plomelin), fondée en 1652, cistercienne (archives AD)
- Abbaye Notre-Dame du Relecq (Plounéour-Ménez), fondée en 1132, cistercienne (archives AD)
- Abbaye Saint-Guénolé de Landévennec (Landévennec), bénédictine
- Abbaye Saint-Mathieu de Fine-Terre (Plougonvelin), fondée sans doute au Xe siècle, bénédictine
- Abbaye Sainte-Croix (Quimperlé), bénédictine (archives AD)

### Ille-et-Vilaine
- Abbaye de Ballon (Bains-sur-Oust)
- Monastère Notre-Dame de Beaufort de (Beaufort) à (Plerguer), fondée en 1963, dominicaine
- Abbaye Notre-Dame (Paimpont), augustine
- Abbaye Notre-Dame (Le Tronchet), bénédictine
- Abbaye Notre-Dame du Nid-au-Merle (Saint-Sulpice-la-Forêt), alias abbaye de Saint-Sulpice des bois, bénédictine
- Abbaye Notre-Dame de la Vieuville (Epiniac), fondée en 1137, cistercienne
- Abbaye Saint-Georges de Rennes (Rennes), bénédictine (archives AD)
- Abbaye de Saint-Jacques (Montfort-sur-Meu), augustine
- Monastère Saint-Maxent (Maxent), bénédictine, fondée par Salomon de Bretagne
- Abbaye de Saint-Méen (Saint-Méen-le-Grand), bénédictine
- Abbaye Saint-Melaine (Rennes), bénédictine (archives AD)
- Abbaye Saint-Pierre de Rillé (Fougères), augustine
- Abbaye Saint-Sauveur (Redon), bénédictine
- Monastère Saint-Nicolas (Vitré), augustine
- Monastère Notre-Dame-de-la-Victoire (Saint-Malo), fondée en 1616, bénédictine

### Morbihan
- Abbaye Sainte-Anne de Kergonan (Plouharnel), bénédictine
- Abbaye de la Joie Notre-Dame (Campénéac), fondée au XXe siècle, ou Notre-Dame de la Joie, cistercienne
- Abbaye du Mont-Cassin de Josselin (Josselin), bénédictine
- Abbaye Notre-Dame (Langonnet), fondée en 1136, cistercienne
- Abbaye Notre-Dame (Brandivy), cistercienne
- Abbaye Notre-Dame de Timadeuc (Bréhan), fondée en 1841, cistercienne
- Abbaye de Prières (Billiers), fondée en 1252, cistercienne
- Abbaye de Saint-Gildas de Rhuys (Saint-Gildas-de-Rhuys), bénédictine
- Abbaye de Saint-Jean des Prés (Guillac), augustine
- Abbaye Saint-Michel de Kergonan (Plouharnel), fondée fin XIXe siècle, bénédictine

## Centre-Val de Loire

### Cher
- Abbaye des Dames de Saint-Laurent (Bourges), bénédictine
- Abbaye de Chalivoy (Herry), cistercienne
- Abbaye de Chaumont (Neuilly-en-Dun), bénédictin (NB : plutôt prieuré de l’abbaye Saint-Sulpice de Bourges)
- Abbaye Saint-Pierre de Chezal-Benoît (Chezal-Benoît), bénédictine
- Abbaye de Fontmorigny (Menetou-Couture), fondée en 1149, cistercienne
- Abbaye Saint-Martin (Massay), bénédictine
- Abbaye de Noirlac (Bruère-Allichamps), cistercienne
- Abbaye Notre-Dame de Bellavaux (Charenton-du-Cher), bénédictine
- Abbaye Notre-Dame de Beauvoir (Marmagne), cistercienne
- Abbaye Notre-Dame de Loroy (Méry-ès-Bois), cistercienne
- Abbaye des Pierres (Sidiailles), cistercienne
- Abbaye de Plaimpied (Plaimpied-Givaudins), augustine
- Abbaye de Puyferrand (Le Châtelet), augustine
- Abbaye de Reigny (Reigny), cistercienne
- Abbaye Saint-Ambroix (Bourges), augustine
- Abbaye Saint-Pierre de Vierzon (Vierzon), bénédictine
- Abbaye de Saint-Satur (Saint-Satur), augustine
- Abbaye de Saint-Sulpice ou de la Nef (Bourges), bénédictine

### Eure-et-Loir
- Abbaye du Bois (Nottonville), bénédictine
- Abbaye de la Madeleine (Châteaudun), fondée vers 1130, augustine (archives AD)
- Abbaye Notre-Dame (Coulombs), bénédictine (archives AD)
- Abbaye Notre-Dame d’Arcisses (Brunelles), fondée en 1225, bénédictine (archives AD)
- Abbaye Notre-Dame de l’Eau (Ver-lès-Chartres), fondée en 1226, cistercienne
- Abbaye Notre-Dame de Josaphat (Lèves), fondée en 1120, bénédictine (archives AD)
- Abbaye Saint-Avit-les-Guêpières (Saint-Denis-les-Ponts), fondée en 1045, bénédictine (archives AD)
- Abbaye Saint-Chéron-lès-Chartres (Chartres), fondée au VIe ou VIIe siècle, augustine (archives AD)
- Abbaye Saint-Denis de Nogent-le-Rotrou, fondée en 1028, bénédictine
- Abbaye Saint-Florentin de Bonneval (Bonneval), fondée en 841, bénédictine (archives AD)
- Abbaye Saint-Jean-en-Vallée (Chartres), fondée en 1099, augustine (archives AD)
- Abbaye Saint-Père-en-Vallée (Chartres), fondée au VIe ou VIIe siècle, bénédictine (archives AD)
- Abbaye de Saint-Vincent-aux-Bois (Saint-Maixme-Hauterive), fondée en 1066, augustine (archives AD)
- Abbaye de la Sainte-Trinité de Tiron (Thiron-Gardais), bénédictine, fondée en 1114 (archives AD)

### Indre
- Abbaye Notre-Dame de Barzelle (Poulaines), fondée en 1137, cistercienne (archives AD)
- Abbaye Notre-Dame de La Colombe (Tilly), fondée en 1146, cistercienne (archives AD)
- Abbaye Notre-Dame de Déols ou du Bourg-Dieu (Déols), fondée en 917, bénédictine
- Abbaye Notre-Dame d’Issoudun, fondée au XIe s, bénédictine (archives AD)
- Abbaye Saint-Pierre de Méobecq (Méobecq), bénédictine, fondée au XIe siècle (archives AD)
- Abbaye Saint-Nicolas de Miseray (Heugnes), augustine, fondée en 1142 (archives AD)
- Abbaye Notre-Dame de La Prée (Ségry), cistercienne, fondée en 1128 (archives AD)
- Abbaye Notre-Dame du Landais (Frédille), cistercienne, fondée en 1115, affiliée à Cîteaux vers 1130 (archives AD)
- Abbaye de Saint-Cyran-en-Berry (Saint-Michel-en-Brenne), bénédictine, fondée au XIe siècle (archives AD)
- Abbaye Saint-Genou de l'Estrée (Saint-Genou), fondée au IXe siècle, bénédictine (archives AD)
- Abbaye Saint-Gildas de Châteauroux (Châteauroux), fondée au Xe siècle, bénédictine
- Abbaye Notre-Dame de Fontgombault (Fontgombault), fondée en 1091, bénédictine (archives AD)
- Abbaye Notre-Dame de Varennes (Fougerolles), cistercienne, fondée en 1155
- Abbaye Notre-Dame de la Vernusse (Bagneux (Indre)), augustine, fondée au milieu du XIIe siècle (archives AD)

### Indre-et-Loire

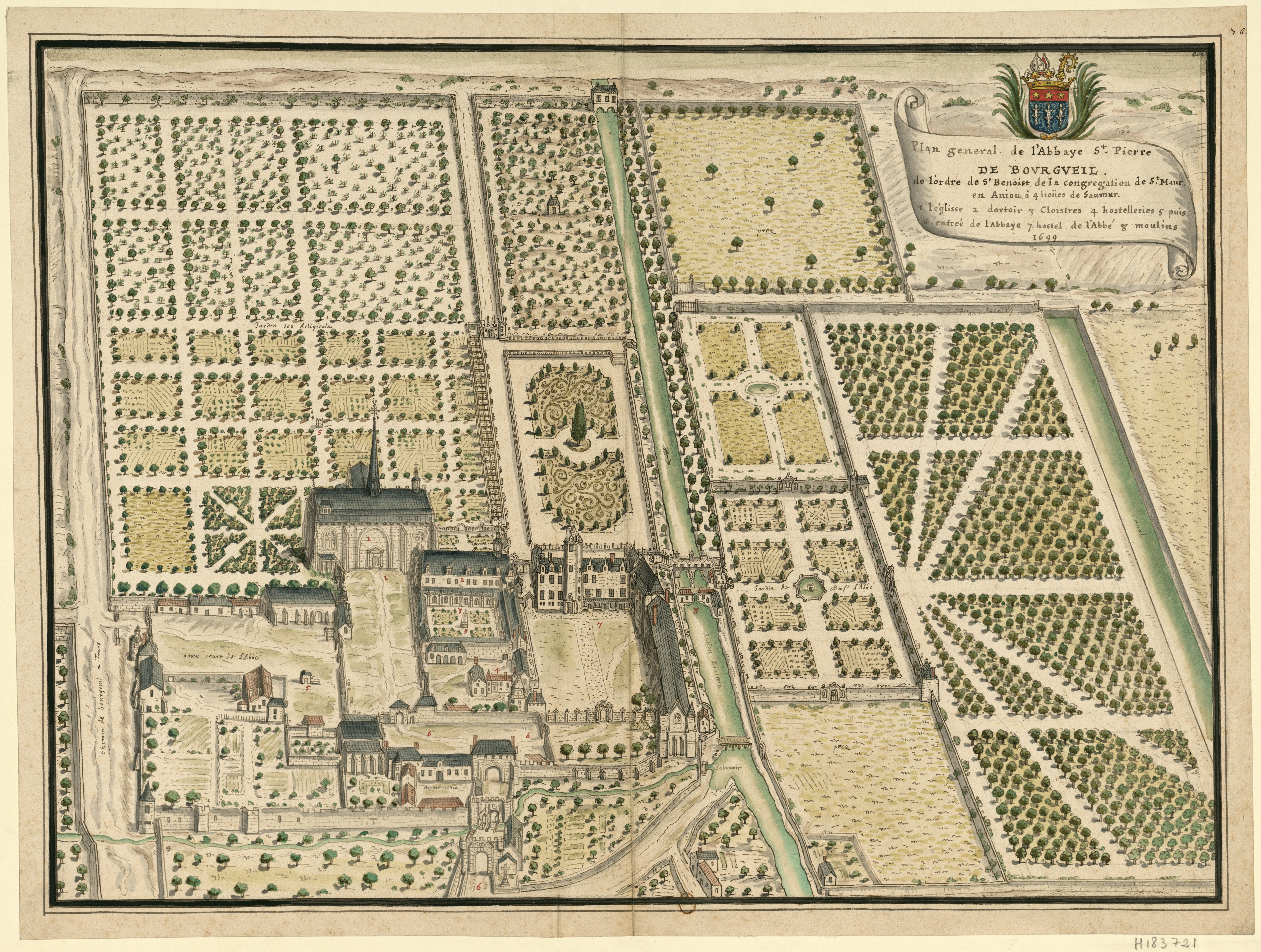
Le plan général de l’abbaye de Bourgueil et de ses jardins.

- Abbaye de Beaulieu-lès-Loches (Beaulieu-lès-Loches), bénédictine
- Abbaye Saint-Pierre de Bourgueil (Bourgueil), bénédictine
- Abbaye de Fontaine-les-Blanches Autrèche, cistercienne
- Abbaye de Gâtines (Villedômer), augustine
- Abbaye de Marmoutier (Tours), bénédictine
- Abbaye de Moncé (Limeray), cistercienne
- Abbaye de Preuilly (Preuilly-sur-Claise), bénédictine
- Abbaye Saint-Julien (Tours), bénédictine
- Abbaye Saint-Martin (Tours), bénédictine
- Chartreuse du Liget (Chemillé-sur-Indrois) et sa corroirie (Montresor), chartreuse désacralisée, partiellement ruinée
- Prieuré de Montoussan, grandmont
- Prieuré de Saint-Cosme, augustin
- Prieuré de Saint-Venant
- Prieuré du Louroux, bénédictin
- Prieuré Saint-Éloi, bénédictin
- Prieuré Saint-Jean-du-Grais, augustin
- Prieuré Saint-Léonard, bénédictin

### Loir-et-Cher

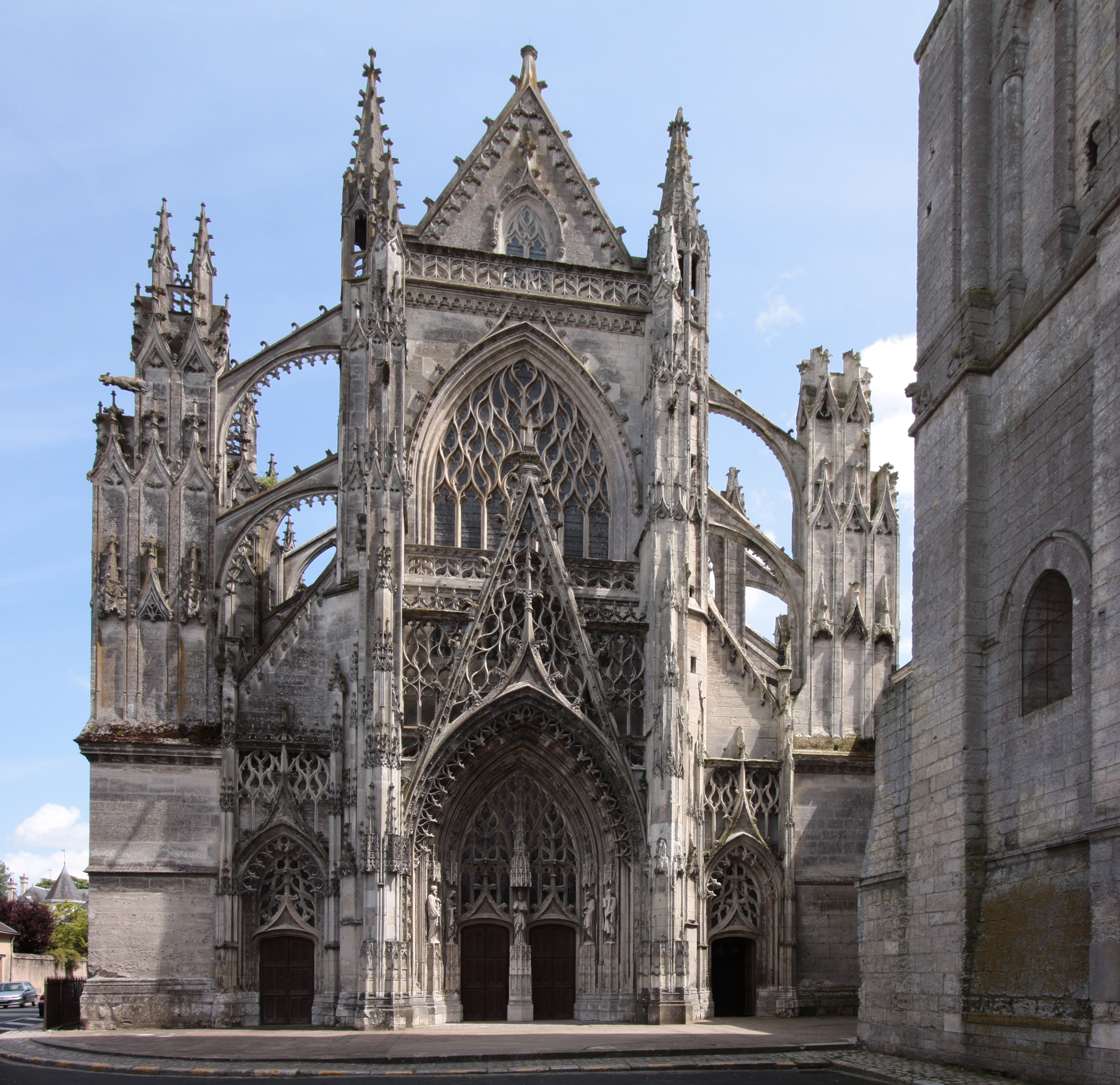
Façade de la Trinité de Vendôme

- Abbaye Notre-Dame d’Olivet (Saint-Julien-sur-Cher), cistercienne
- Abbaye de Pontlevoy (Pontlevoy), bénédictine
- Prieuré Notre-Dame reine des Anges (Saint-Aignan-en-Berry)
- Abbaye Saint-Georges-du-Bois (Saint-Martin-des-Bois), bénédictine
- Abbaye de Selles-en-Berry (Selles-sur-Cher), bénédictine (puis augustine puis feuillantine)
- Abbaye de la Trinité (Vendôme), bénédictine
- Abbaye de la Virginité (Lunay), bénédictine
- Couvent des Augustins (Montoire-sur-le-Loir)

### Loiret
- Abbaye de la Cour-Dieu (Ingrannes), fondée en 1118, cistercienne
- Abbaye de Fleury (Saint-Benoît-sur-Loire), également appelée abbaye de Saint-Benoît-sur-Loire, bénédictine
- Abbaye de Fontainejean (Saint-Maurice-sur-Aveyron), cistercienne
- Abbaye Notre-Dame de Beaugency (Beaugency), fondée avant le XIe siècle, augustine
- Abbaye Notre-Dame de Voisins (Saint-Ay), cistercienne
- Abbaye de Rozoy-le-Jeune (Ervauville)
- Abbaye Saint-Euverte (Orléans), fondée au VIIe siècle, royale, augustine
- Abbaye Saint-Loup-les-Orléans (Saint-Jean-de-Braye), fondée en 1640
- Abbaye Saint-Mesmin de Micy (Saint-Hilaire-Saint-Mesmin), fondée au VIe siècle, bénédictine
- Abbaye Saint-Pierre (Ferrières-en-Gâtinais), fondée en 817, bénédictine
- Prieuré de la Madeleine (Orléans), fondée en 1113, bénédictin

## Corse
- Monastère de Bastia, clarisses

## Grand Est

### Ardennes
- Abbaye de Bonnefontaine (Blanchefosse), royale, cistercienne (archives AD)
- Abbaye d’Élan, fondée au XIIe siècle, cistercienne
- Abbaye de Laval Dieu (Monthermé), fondée en 1128 (chanoines réguliers de l’ordre de prémontré sous le vocable de Saint Remi)
- Abbaye Notre-Dame (Mouzon), bénédictine (archives AD)
- Abbaye Notre-Dame (Signy-l’Abbaye), cistercienne (archives AD)
- Abbaye Notre-Dame de Félixpré (Givet), cistercienne
- Abbaye Notre-Dame de Landèves (Ballay), augustine
- Abbaye Notre-Dame, Saint-Berthauld et Saint-Arnaud (Chaumont-Porcien), prémontrée (archives AD)
- Abbaye Notre-Dame de Sept-Fontaines (Fagnon), prémontrée (archives AD)
- Abbaye Notre-Dame de la Val-Roy (Saint-Quentin-le-Petit), cistercienne (archives AD)
- Abbaye Sainte-Marie-Madeleine de Longwé (Longwé-l’Abbaye, commune de Montgon), prémontrée

### Aube
- Abbaye de Clairvaux (Ville-sous-la-Ferté), fondée en 1115, cistercienne
- Abbaye de Montiéramey (Montiéramey), fondée en 837 (archives AD), bénédictine
- Abbaye Notre-Dame de Mores (Celles-sur-Ource), fondée vers 1151, cistercienne
- Abbaye Notre-Dame de Basse-Fontaine (Brienne-la-Vieille), fondée au XIIe siècle, prémontrée (archives AD)
- Couvent des capucins de Nogent (Nogent-sur-Seine), fondé en 1633
- Abbaye de Beaulieu (Trannes), fondée en 1112, augustine puis prémontrée (archives AD)
- Abbaye Notre-Dame de Larrivour (Lusigny), fondée en 1139, cistercienne (archives AD)
- Abbaye Notre-Dame-aux-Nonnains (Troyes), fondée vers 657, bénédictine (archives AD)
- Abbaye Notre-Dame des Prés (Saint-André-les-Vergers), fondée vers 1231, cistercienne (archives AD)
- Abbaye de la Piété-Dieu (Ramerupt), fondée vers 1050, bénédictine puis cistercienne
- Abbaye Notre-Dame de Sellières (Romilly-sur-Seine), fondée en 1167, cistercienne
- Abbaye du Paraclet (Ferreux-Quincey), fondée en 1129, bénédictine;
- Abbaye Saint-Pierre de Montier-la-Celle (Saint-André-les-Vergers), fondée vers 650, bénédictine (archives AD)
- Abbaye Saint-Loup de Troyes, royale, augustine (archives AD)
- Abbaye Saint-Martin-ès-Aires (Troyes), fondée en 1104 (abbaye Saint-Loup, refondée St-Martin), augustine
- Abbaye du Val-des-Vignes (Ailleville), fondée avant 1220, cistercienne
- Chartreuse de Troyes : 
  - initialement à Villiers-le-Bois (1326-1332);
  - ensuite à Rosières, Notre-Dame-de-La-Prée (1332-1626), devient ensuite le prieuré Sainte-Scholastique, bénédictin, jusqu’en 1743;
  - puis à Troyes : Notre-Dame-de-Largentière (1626-1791).
- Le prieuré Notre-Dame d’Arcis, fondé au Xe siècle, bénédictin
- Bar-sur-Aube :
  - Le prieuré Saint-Maclou, bénédictin
- Le prieuré Sainte-Germaine, bénédictin
  - Le prieuré Saint-Pierre, fondé au XIe siècle, bénédictin
  - Abbaye Saint-Nicolas de Bar-sur-Aube, fondée avant 1130
- Le prieuré de Bertignolles, fondé fin XIe siècle, cistercien
- Le prieuré de Chappes, fondé au XIIe siècle, bénédictin
- Le prieuré de Fouchères, fondé en 1250, cistercien
- Prieuré de Foicy (Saint-Parres-aux-Tertres), fondé en 1134, bénédictin
- Le prieuré de Merrey, fondé en 1084, cistercien
- Le prieuré d’Orimon (Arrentières), bénédictin
- Le prieuré de Plancy, fondé en 1080, cistercien
- Le prieuré de Ste-Eulalie, fondé en 1217 à Bligny et abandonné en 1235
- Le prieuré du Saint-Sépulcre, fondé au Xe siècle
- Le prieuré Saint-Georges, fondé au XIe siècle
- Prieuré Sainte-Madeleine, fondé au XIIe siècle
- Le prieuré Saint-Georges, fondé au XIe siècle
- Le prieuré de Viâpre, fondé au XIe siècle

### Bas-Rhin
- Abbaye d’Andlau (Andlau), fondée en 880, bénédictine
- Abbaye de Baumgarten (Bernardvillé), cistercienne
- Abbaye d’Eschau (Eschau), bénédictine
- Abbaye de Honcourt (Itterswiller), bénédictine
- Abbaye Saint-Étienne de Marmoutier (Marmoutier), bénédictine
- Abbaye de Neubourg (Dauendorf), cistercienne
- Abbaye de Wissembourg (Wissembourg), bénédictine

### Haute-Marne
- Abbaye d’Auberive (Auberive), fondée en 1135, cistercienne (archives AD)
- Abbaye de Beaulieu (Hortes), fondée en 1136, cistercienne (archives AD)
- Abbaye de Belfays (Montigny-le-Roi, fondée en 1128, cistercienne
- Abbaye de Belmont (Belmont), fondée vers 1127, cistercienne
- Abbaye de Benoîtevaux (Busson), fondée vers 1160, cistercienne (archives AD)
- Abbaye de Boulancourt (Longeville), cistercienne (archives AD)
- Abbaye du Lieu-des-Dames de Boulancourt (Longeville), cistercienne
- Abbaye de la Chapelle-aux-Planches (Puellemontier), fondée vers 1120, prémontrée (archives AD)
- Abbaye de Chézoy (Montigny-le-Roi), fondée au début du XIIe siècle, bénédictine
- Abbaye de La Crête (Bourdons-sur-Rognon), cistercienne (archives AD)
- Abbaye de Longuay (Aubepierre-sur-Aube), cistercienne (archives AD)
- Abbaye Notre-Dame de Montier-en-Der (Montier-en-Der), fondée au VIIe siècle, bénédictine (archives AD)
- Abbaye de Morimond (Fresnoy-en-Bassigny), cistercienne (archives AD)
- Abbaye de Mormant (entre Richebourg et Leffonds)
- Abbaye Notre-Dame du Val-des-Ecoliers (Verbiesles), augustine (archives AD)
- Abbaye Saint-Pierre de Poulangy (Poulangy), fondée en 637, bénédictine (archives AD)
- Abbaye Saint-Nicolas de Septfontaines (abbaye royale) (Blancheville), prémontrée (archives AD)
- Abbaye de Saint-Pantaléon (Saint-Dizier), cistercienne
- Abbaye de Saint-Urbain (Saint-Urbain-Maconcourt), bénédictine (archives AD)
- Abbaye de Vaux-la-Douce (Vaux-la-Douce), cistercienne (archives AD)
- Abbaye de Vauxbons (Vauxbons, cistercienne, fondée en 1181
- Prieuré d’Epineuseval (Villiers-aux-Bois), fondé en 1219 par les Écoliers du Christ
- Prieuré de Varennes (Varennes-sur-Amance), fondé vers 1084, bénédictin

### Haut-Rhin
- Abbaye Saint-Alexandre de Lièpvre (Lièpvre), fondé en 770
- Abbaye de Lucelle (Lucelle), cistercienne
- Abbaye de Masevaux (Masevaux), bénédictine
- Abbaye de Munster (Munster), bénédictine
- Abbaye de Murbach (Murbach), bénédictine

### Marne
- Abbaye de l’Amour-Dieu (Troissy), cistercienne (archives AD)
- Abbaye Notre-Dame-d’Andecy (Baye), bénédictine (archives AD)
- Abbaye d’Avenay (Avenay-Val-d’Or), bénédictine (archives AD)
- Abbaye Toussaints de Châlons (Châlons-en-Champagne), augustine (archives AD)
- Abbaye Notre-Dame de Belleau (Villeneuve-la-Lionne), cistercienne
- Abbaye de la Grâce-Notre-Dame (Montmirail), cistercienne
- Abbaye Saint-Pierre d’Hautvillers (Hautvillers), bénédictine (archives AD)
- Abbaye Saint-Martin d’Huiron (Huiron), bénédictine (archives AD)
- Abbaye de Macheret (Saint-Just-Sauvage), grandmont
- Abbaye de Moiremont (Moiremont), bénédictine (archives AD)
- Abbaye de Montcetz (Moncetz-l’Abbaye), prémontrée (archives AD)
- Abbaye Notre-Dame (Châtrices), augustine (archives AD)
- Abbaye Notre-Dame de Cheminon (Cheminon), cistercienne (archives AD)
- Abbaye Notre-Dame de Vertus (Vertus), augustine (archives AD)
- Abbaye Notre-Dame d’Argensolles (Moslins), cistercienne (archives AD)
- Abbaye de la Charmoye (Montmort), cistercienne (archives AD)
- Abbaye Notre-Dame de Hautefontaine (Ambrières), cistercienne (archives AD)
- Abbaye Notre-Dame d’Igny (Arcis-le-Ponsart), cistercienne (archives AD)
- Abbaye Notre-Dame de Montiers-en-Argonne (Possesse), cistercienne (archives AD)
- Abbaye Notre-Dame du Reclus (Talus-Saint-Prix), cistercienne (archives AD)
- Abbaye Saint-Basle (Verzy), bénédictine (archives AD)
- Abbaye Saint-Denis (Reims), augustine (archives AD)
- Abbaye Saint-Étienne-les-Dames (Reims), augustine (archives AD)
- Abbaye Saint-Jacques de Vitry-en-Perthois (Vitry-en-Perthois), fondée en 1234, cistercienne (archives AD)
- Abbaye Saint-Martin d’Épernay (Épernay), augustine (archives AD)
- Abbaye Saint-Memmie de Châlons (Saint-Memmie), augustine (archives AD)
- Abbaye Saint-Nicaise (Reims), bénédictine (archives AD)
- Abbaye Saint-Pierre (Orbais), bénédictine (archives AD)
- Abbaye Saint-Pierre-les-Dames (Reims), bénédictine
- Abbaye Saint-Pierre-aux-Monts (Châlons-sur-Marne), bénédictine (archives AD)
- Abbaye Saint-Remi (Reims), bénédictine (archives AD)
- Abbaye Saint-Sauveur (Vertus), bénédictine (archives AD)
- Abbaye de Saint-Thierry (Reims), bénédictine (archives AD)
- Monastère de Sainte-Claire de Reims (Reims), clarisses (archives AD)
- Abbaye Notre-Dame de Sézanne (Sézanne), fondée en 1196, bénédictine (archives AD), anciennement abbaye du Bricot
- Abbaye de Trois-Fontaines (Trois-Fontaines-l’Abbaye), cistercienne (archives AD)
- Prieuré de Gaye, Gaye
- Prieuré de Longueau, Baslieux-sous-Châtillon
- Prieuré des Bénédictines de Vinetz, Châlons-en-Champagne

### Meurthe-et-Moselle
- Abbaye de Beaupré (Moncel-lès-Lunéville), fondée en 1130, cistercienne (archives AD)
- Abbaye Sainte-Trinité de Belchamp (Méhoncourt), fondée vers 1130, augustine (archives AD)
- Abbaye de Bouxières (Bouxières-aux-Dames), fondée vers 930, bénédictine (archives AD)
- Abbaye de Clairlieu (Villers-lès-Nancy), fondée en 1150, cistercienne (archives AD)
- Abbaye de Domèvre (Domèvre-sur-Vezouze), augustine (archives AD)
- Abbaye d’Haute-Seille (Cirey-sur-Vezouze), fondée en 1140, cistercienne (archives AD)
- Abbaye Notre-Dame de Consolation (Nancy), fondée en 1625, bénédictine
- Abbaye des Prémontrés (Pont-à-Mousson), fondée en 1705
- Abbaye Saint-Èvre (Toul), fondée au VIe siècle, bénédictine
- Abbaye Saint-Léopold (Nancy), fondée en 1701, bénédictine (archives AD)
- Abbaye Saint-Mansuy (Toul), fondée en 965, bénédictine
- Abbaye Saint-Pierremont (Avril), augustine
- Abbaye Saint-Rémy (Lunéville), augustine (archives AD)
- Abbaye Sainte-Marie-au-Bois (Vilcey-sur-Trey), fondée vers 1126, prémontrée (archives AD)

### Meuse
- Abbaye de Beaulieu (Beaulieu-en-Argonne), fondée vers 640, bénédictine
- Abbaye de Brieulles-sur-Meuse (Brieulles-sur-Meuse), abbaye de prémontrée
- Abbaye de Chatillon (Pillon), fondée en 1142, cistercienne (archives AD)
- Abbaye d’Écurey (Montiers-sur-Saulx), fondée en 1142, cistercienne (archives AD)
- Abbaye de l’Étanche (Deuxnouds-aux-Bois), prémontrée (archives AD)
- Abbaye d’Évaux (Saint-Joire), ou des Vaux, cistercienne
- Abbaye de Jovilliers (Stainville), fondée en 1142, prémontrée (archives AD)
- Abbaye de Juvigny (Juvigny-sur-Loison), fondée en 870, bénédictine (archives AD)
- Abbaye de Lachalade (Lachalade), fondée en 1128, cistercienne
- Abbaye de Lisle-en-Barrois (Lisle-en-Barrois), fondée vers 1150, cistercienne (archives AD)
- Abbaye Notre-Dame-de-Jean-d’Heurs (Lisle-en-Rigault), fondée en 1143, prémontrée (archives AD)
- Abbaye de Rangéval (Corniéville), fondée en 1150, prémontrée (archives AD)
- Abbaye de Riéval (Ménil-la-Horgne), fondée vers 1124, prémontrée (archives AD)
- Abbaye Saint-Airy (Verdun)
- Abbaye de Saint-Benoît-en-Woëvre (Saint-Benoît-en-Woëvre), cistercienne
- Abbaye Saint-Maur (Verdun), fondée vers 1000, bénédictine (archives AD)
- Abbaye Saint-Michel (Saint-Mihiel), fondée en 708, bénédictine (archives AD)
- Abbaye Saint-Nicolas-des-Prés (Verdun), fondée vers 1219, bénédictine
- Abbaye Saint-Paul (Verdun), fondée en 973, prémontrée (archives AD)
- Abbaye Saint-Vanne (Verdun), fondée en 952, réformée en 1604, bénédictine
- Abbaye de Saint-Vanne (Verdun), fondée en 952, bénédictine

### Moselle
- Abbaye de Bouzonville (Bouzonville), fondée au XIe siècle, bénédictine (archives AD)
- Abbaye de Freistroff (Freistroff), cistercienne fondée en 1130
- Abbaye de Gorze (Gorze), fondée en 749, bénédictine (archives AD)
- Abbaye du Justemont (Vitry-sur-Orne), fondée en 1124, prémontrée
- Abbaye Saint-Arnould (Metz), fondée au VIe siècle, bénédictine (archives AD)
- Abbatiale Saint-Nabor de Saint-Avold (Saint-Avold), fondée en 509, bénédictine
- Abbaye Saint-Clément (Metz), bénédictine (archives AD)
- Abbaye Saint-Eustase (Vergaville), fondée en 966, bénédictine (archives AD)
- Abbaye Saint-Louis (Metz), fondée en 1761 par union des abbayes de Saint-Pierre et de Sainte-Marie
- Abbaye Saint-Martin-devant-Metz (Metz), fondée vers 648
- Abbaye Saint-Martin de la Glandière (Longeville-lès-Saint-Avold), fondée au VIe siècle (archives AD)
- Abbaye Saint-Pierre-aux-Nonnains (Metz), fondée au VIIe siècle, bénédictine (archives AD)
- Abbaye Saint-Symphorien (Metz), fondée vers 609, bénédictine (archives AD)
- Abbaye Saint-Vincent (Metz), fondée en 968, bénédictine (archives AD)
- Abbaye Sainte-Glossinde (Metz), bénédictine fondée au VIIe siècle (archives AD)
- Abbaye Sainte-Marie (Metz), fondée au Xe siècle, bénédictine (archives AD)
- Couvent des Célestins (Metz), fondé en 1370, célestin
- Abbaye de Salival (Moyenvic), fondée en 1157, prémontrée
- Abbaye de Sturzelbronn (Sturzelbronn), fondée en 1135, cistercienne
- Abbaye de Villers-Bettnach (Villers-Bettnach), cistercienne fondée vers 1130 (archives AD)

### Vosges
- Abbaye de Chaumousey (Chaumousey), augustine fondée en 1090
- Abbaye Notre-Dame d’Autrey (Autrey), augustine fondée vers 1146
- Abbaye Notre-Dame de Bonfays (Légéville-et-Bonfays), fondée vers 1145, prémontrée (archives AD)
- Abbaye Notre-Dame de Droiteval (Claudon), fondée vers 1140, cistercienne
- Abbaye Notre-Dame de l’Étanche (Rollainville), fondée en 1148, cistercienne (archives AD)
- Abbaye Notre-Dame-de-l’Assomption de Flabémont (Tignécourt), fondée vers 1135, prémontrée
- Abbaye Notre-Dame de Mureau (Pargny-sous-Mureau), fondée en 1149, prémontrée (archives de la Meuse et des Vosges)
- Abbaye de Remiremont (Remiremont), bénédictine, puis chapitre de dames nobles
- Abbaye Saint-Pierre (Étival-Clairefontaine), fondée au VIIe siècle, prémontrée (archives AD)
- Abbaye Saint-Pierre (Senones), fondée au VIIe siècle, bénédictine (archives AD)
- Abbaye Saint-Hydulphe (Moyenmoutier), fondée au VIe siècle, bénédictine (archives AD)
- Couvent des Cordeliers des Thons (Les Thons)

## Hauts-de-France

### Aisne
- Monastère de Barisis-aux-Bois (Barisis-aux-Bois), fondée vers 661, bénédictine
- Bouconville-Vauclair, Abbaye de Vauclair, fondée en 1134, cistercienne
- La Bouteille : Abbaye de Foigny, fondée en 1121, cistercienne
- Braine : Église abbatiale Saint-Yved de Braine, fondée en 1130, prémontrée
- Brasles : Abbaye de Val-Secret, fondée en 1133, prémontrée
- Braye-en-Thiérache : Chartreuse du Val-Saint-Pierre, fondée en 1140, chartreuse
- Brumetz : Abbaye de Cerfroid, fondée vers 1198 par saint Félix de Valois, ordre des Trinitaires ou Mathurins
- Bruyères-sur-Fère : Abbaye du Val-Chrétien, fondée en 1134, prémontrée
- Bucilly : Abbaye de Bucilly, fondée vers 1148, prémontrée
- Château-Thierry : Abbaye Notre-Dame de La Barre, érigé en abbaye en 1235, augustine
- Chauny : Abbaye de Chauny, fondée en 1480, Sainte Claire
- Chéry-Chartreuve : Abbaye de Chartreuve, fondée en 1126, prémontrée
- Chézy-sur-Marne : Abbaye Saint-Pierre de Chézy, fondée au VIIIe siècle, bénédictine
- Clairfontaine : Abbaye de Clairfontaine, fondée au XIIe siècle, prémontrée, transférée à Villers-Cotterêts au XVIIe siècle
- Cœuvres-et-Valsery : Abbaye Notre-Dame de Valsery, fondée en 1124, prémontrée
- Coincy : Abbaye de Coincy, bénédictine
- Commenchon : Abbaye de Saint-Éloi-Fontaine, augustine fondée au XIIe siècle
- Corbeny : Prieuré Saint-Marcoul, bénédictin fondé au Xe siècle
- Coucy-le-Château-Auffrique : Abbaye de Nogent-sous-Coucy, fondée en 1059, bénédictine
- Crolles : Abbaye des Ayes, fondée en 1143, cistercienne
- Cuissy-et-Geny : Abbaye de Cuissy, fondée en 1122, prémontrée
- Essômes-sur-Marne : Abbaye d’Essômes, fondée en 1090, augustine
- La Fère : Abbaye du Calvaire, fondée en 1518, bénédictine
- Fesmy-le-Sart : Abbaye de Fesmy, fondée en 1080, bénédictine
- Fonsomme : Abbaye de Fervaques, fondée en 1140, cistercienne
- Gouy : Abbaye du Mont-Saint-Martin, fondée en 1136, prémontrée
- Homblières : Abbaye d’Homblières, fondée en 650, bénédictine
- Laon :
  - Abbaye Saint-Jean de Laon, fondée en 641, bénédictine
  - Abbaye Sainte-Marie-Saint-Jean, fondée au VIIe siècle, bénédictine
  - Abbaye Saint-Martin, fondée en 1124, prémontrée
  - Abbaye Saint-Vincent, fondée en 580, bénédictine
  - Abbaye du Sauvoir, fondée en 1220, cistercienne
- Longpont : Abbaye Notre-Dame de Longpont, fondée au XIIe siècle, cistercienne
- Nogent-l’Artaud : Abbaye de Nogent-l’Artaud, fondée en 1299, Sainte Claire
- Origny-Sainte-Benoite : Abbaye d’Origny, fondée au IXe siècle, bénédictine
- Prémontré : Abbaye de Prémontré, fondée en 1120, prémontrée
- Ribemont : Abbaye Saint-Nicolas-des-Prés, fondée en 1083, bénédictine
- Rocquigny : Abbaye de Montreuil-les-Dames, fondée en 1126 ou 1136, transférée à Laon, cistercienne
- Saint-Michel : Abbaye de Saint-Michel, fondée en 693, bénédictine
- Saint-Nicolas-aux-Bois :
  - Abbaye de Saint-Nicolas-aux-Bois, fondée en 1080, bénédictine
  - Abbaye du Tortoir, bénédictine
- Saint-Quentin :
  - Abbaye Saint-Corneille de Compiègne, fondée en 876, bénédictine
  - Abbaye Saint-Prix, fondée en 944, bénédictine
  - Abbaye Saint-Crépin-le-Grand, fondée au Xe siècle, bénédictine
- Soissons :
  - Abbaye Notre-Dame, fondée en 660, bénédictine
  - Abbaye Saint-Crépin-le-Grand (Soissons), fondée vers 560, bénédictine
  - Abbaye Saint-Crépin-en-Chaye (Soissons), fondée en 1131, augustine
  - Abbaye Saint-Jean-des-Vignes, fondée en 1076, augustine
  - Abbaye Saint-Léger, fondée en 1139, augustine
  - Abbaye Saint-Médard, fondée au VIe siècle, bénédictine
  - Abbaye Saint-Paul, fondée en 1228, augustine
- Soucy : Abbaye Saint-Médard, guillemite
- Thenailles : Abbaye de Thenailles, fondée en 1130, prémontrée
- Vadencourt : Abbaye de Bohéries, fondée en 1141, cistercienne
- Vermand : Abbaye de Vermand, fondée en 1144, prémontrés
- Vic-sur-Aisne : Abbaye de Vic, Gautier de Coincy et François-Joachim de Pierre de Bernis y séjournèrent
- Villeneuve-Saint-Germain : Abbaye de Villeneuve-lès-Soissons, fondée en 1390, célestins
- Villequier-Aumont : Abbaye de Genlis, prémontrée, fondée en 1495

### Nord
- Bergues : Abbaye de Saint-Winoc, bénédictine
- Cambrai : Abbaye Saint-Aubert de Cambrai, augustine
- Crespin : Abbaye de Crespin (Saint Landelin de Crespin), bénédictine
- Cysoing : Abbaye Saint-Calixte de Cysoing, fondée vers 860 par Évrard de Frioul et sa femme Gisèle fille de l’empereur Louis le Pieux, augustine
- Douai :
  - Abbaye des Prés de Douai, monastère de moniales cisterciennes, fondée en 1220. L’abbaye est fermée à la fin du XVIIIe siècle.
  - Chartreuse Saints-Joseph-et-Morand fondée en 1654 et fermée en 1791, actuellement musée des beaux-arts
- Dunkerque :
  - Couvent de Capucins Saint-François à actif de 1629 à 1793 (archive AD)
  - Couvent de Cordeliers de Sainte-Marie-l’Égyptienne Saint-Jean-Baptiste, Immaculée Conception, Sainte-Philomène, de Récollets, de Sœurs de la Providence, actif de 1438 à 1957 (archive AD)
  - Couvent de Minimes, actif de 1647 à 1792 (archive AD)
  - Couvent de Rédemptoristes Saint Joseph, actif de 1858 à 1940 et depuis 1954 (archive AD)
  - Couvent de tertiaires régulières franciscaines, de franciscaines conceptionnistes dit Couvent des sœurs blanches (Dunkerque), fondé en 1426, expulsion en 1792 et démolition en 1903
  - Couvent de tertiaires régulières franciscaines, de tertiaires franciscaines élisabéthaines, de sacramentines dit couvent des sœurs grises (Saint-Laurent), du Saint-Sacrement, de Marie-Auxiliatrice, et Hôpital Saint-Julien à Dunkerque, actif de 1341 à 1792 (Archive AD)
- Flines-lez-Raches : Abbaye de Flines, cistercienne
- Godewaersvelde : Abbaye du Mont des Cats, cistercienne
- La Gorgue : Abbaye Notre-Dame de Beaupré-sur-la-Lys, cistercienne
- Hasnon : Abbaye de Hasnon, bénédictine
- Honnecourt-sur-Escaut : Abbaye Saint-Pierre, bénédictine
- Liessies : Abbaye de Liessies, bénédictine
- Marchiennes : Abbaye de Marchiennes (sainte Rictrude), bénédictine
- Marly : Chartreuse Notre-Dame de Macourt (1288-1566)
- Maroilles : Abbaye Saint-Humbert de Maroilles, bénédictine
- Maubeuge : Abbaye de Maubeuge, augustine fondée en 661
- Merckeghem : Abbaye de Ravensberg, cistercienne
- Pecquencourt : Abbaye d’Anchin, bénédictine
- Raismes : Abbaye de Vicogne, aussi appelée Abbaye de Vicoigne, prémontrés
- Renescure : Abbaye de la Woestyne, cistercienne
- Les Rues-des-Vignes : Abbaye de Vaucelles
- Saint-Amand-les-Eaux : Abbaye de Saint-Amand, fondée vers 633-639, bénédictine
- Saint-Saulve : Abbaye Saulve de Valenciennes, carmélite
- Valenciennes : Chartreuse Notre-Dame de Macourt (1575-1791)
- Wallers : Abbaye de Wallers, bénédictine
- Wandignies-Hamage : Abbaye d’Hamage, bénédictine

### Oise
- Achy : Abbaye de Beaupré, fondée en 1135, cistercienne (archives AD)
- Amblainville : Prieuré de la Trinité du Fay
- Auger-Saint-Vincent : Abbaye du Parc-aux-Dames, fondée au XIe siècle, cistercienne (archives AD)
- Beaumont-les-Nonains : Abbaye de Marcheroux, fondée en 1122, prémontrée
- Beauvais :
  - Abbaye de Penthemont, fondée en 1217, cistercienne (archives AD)
  - Abbaye Saint-Lucien de Beauvais, fondée au VIe siècle, bénédictine
  - Abbaye Saint-Quentin, fondée en 1067, augustine (archives AD)
  - Abbaye Saint-Symphorien, fondée en 1035, bénédictine (archives AD)
- Bonneuil-en-Valois : Abbaye Notre-Dame de Lieu-Restauré, prémontrée (archives AD)
- Bonneuil-les-Eaux : Prieuré Saint-Nicolas de Bonneuil-les-Eaux
- Borest : Prieuré Sainte-Geneviève de Borest
- Breteuil-sur-Noye : Abbaye Notre-Dame, fondée vers 1035, bénédictine (archives AD)
- Chiry-Ourscamp : Abbaye Notre-Dame d’Ourscamp, fondée en 1129, cistercienne (archives AD)
- Choisy-au-Bac : Prieuré Saint-Étienne de Choisy-au-Bac
- Compiègne :
  - Abbaye Saint-Corneille, fondée en 876
  - Abbaye de Royallieu, fondée au XVIIIe siècle, bénédictine
- Crépy-en-Valois :
  - Abbaye Notre-Dame de Morienval, bénédictine
  - Abbaye Saint-Arnould
- Fleurines : Prieuré Saint-Christophe-en-Halatte, fondé en 1083, ordre de Cluny
- Fontaine-Chaalis : Abbaye de Chaalis, fondée en 1136, cistercienne (archives AD)
- Hermes : Abbaye de Froidmont, fondée en 1134, cistercienne (archives AD)
- Litz : Prieuré de Wariville
- Monchy-Humières : Abbaye de Monchy-Humières, fondée en 1238, cistercienne (archives AD)
- Morienval : Prieuré Saint-Nicolas de Courson
- Nampcel : Prieuré de Bellefontaine
- La Neuville-en-Hez : Couvent des Cordeliers de Notre-Dame-de-la-Garde
- Noyon :
  - Abbaye Saint-Barthélémy, fondée vers 1064, augustine (archives AD)
  - Abbaye Saint-Eloi, fondée en 645, bénédictine (archives AD)
- Passel : Chartreuse de Mont-Saint-Louis, fondée au XIVe siècle, chartreuse
- Pimprez : Prieuré de la Verrue
- Pontpoint : Abbaye Saint-Jean-Baptiste du Moncel, fondée en 1309, ordre des pauvres dames
- Ressons-l’Abbaye : Abbaye de Ressons, fondée vers 1158, prémontrée (archives AD)
- Roy-Boissy : Abbaye de Lannois, fondée en 1134, cistercienne (archives AD)
- Rully : Prieuré Saint-Victor de Bray, fondé en 1059, Chanoines réguliers de saint Augustin
- Saint-Arnoult : Prieuré de Saint-Arnoult, fondée au XVe siècle
- Saint-Crépin-aux-Bois : Abbaye Sainte-Croix, fondée par Jean de Nesle en 1329, célestins
- Saint-Germer-de-Fly : Abbaye Saint-Germer-de-Fly, fondée au VIIe siècle, bénédictine
- Saint-Jean-aux-Bois :
  - Abbaye de Saint-Jean-aux-Bois, fondée en 1152, bénédictine
  - Abbaye Sainte-Périne, chanoinesses de Saint-Augustin
- Saint-Just-en-Chaussée : Abbaye Saint-Just-en-Chaussée, fondée en 1107 (archives AD)
- Saint-Leu-d’Esserent : Prieuré de Saint-Leu-d’Esserent, ordre de Cluny
- Saint-Martin-aux-Bois : Abbaye de Saint-Martin-aux-Bois, fondée en 1180, augustine
- Saint-Paul : Abbatiale Saint-Paul
- Senlis :
  - Prieuré Saint-Maurice, fondée en 1264, augustine
  - Abbaye Saint-Vincent, fondée vers 1138, augustine
  - Abbaye Notre-Dame de la Victoire, fondée en 1222, augustine (archives AD)
- Trie-la-Ville : Abbaye de Gomerfontaine, fondée en 1209, cistercienne (archives AD)

### Pas-de-Calais
- Arras : Abbaye Saint-Vaast, bénédictine
- Auchy-lès-Hesdin : Abbaye d’Auchy-les-Moines, bénédictine
- Avesnes-lès-Bapaume : Abbaye Notre-Dame d’Avesnes-lès-Bapaume, bénédictine, fondée en 1128 et fermée en 1553
- Beuvry : Abbaye de Gorre, bénédictine
- Étrun : Abbaye d’Étrun, bénédictine
- Gosnay : Chartreuse de Val-Saint-Esprit, fondée en 1320
- Longuenesse : Chartreuse du Val de Sainte-Aldegonde, fondée en 1298
- Mont-Saint-Éloi : Abbaye du Mont Saint-Éloi, augustine
- Montreuil :
  - Abbaye Sainte-Austreberthe
  - Abbaye Saint-Saulve, bénédictine
- Saint-Omer : Abbaye Saint-Bertin, fondée en 1128, bénédictine
- Samer : Abbaye de Saint-Wulmer, dite aussi Abbaye de Samer
- Troisvaux : Abbaye de Belval, cistercienne
- Wisques : Abbaye Saint-Paul, bénédictine

### Somme
- Abbeville :
  - Prieuré Saint-Pierre-et-Saint-Paul d’Abbeville, bénédictine
  - Abbaye Notre-Dame de Willencourt, cistercienne
- Airaines : Prieuré d’Airaines, bénédictin
- Amiens :
  - Abbaye de Saint-Acheul, fondée en 1124, augustine
  - Abbaye Saint-Jean-des-Prémontrés d’Amiens, fondée en 1124, prémontrée
  - Abbaye Saint-Martin-aux-Jumeaux, fondée en 1073, détruite
  - Couvent du Saint-Esprit, Carmel
  - Couvent des Clarisses, fermé en 1978
  - Couvent des Cordeliers (détruit)
  - Couvent des Sœurs grises (détruit)
  - Couvent de la Visitation-Sainte-Marie (AD de la Somme)
- Argoules : Abbaye de Valloires, fondée en 1138, cistercienne
- Beauchamps : Abbaye du Lieu-Dieu, cistercienne
- Berteaucourt-les-Dames : Abbaye Sainte-Marie de Berteaucourt, fondée en 1094, bénédictine
- Biaches : abbaye Notre-Dame de Biaches (détruite), cistercienne
- Bouttencourt : Abbaye Notre-Dame de Séry, fondée en 1136, prémontrée
- Corbie : Abbaye de Corbie, fondée en 657, bénédictine (détruite)
- Cottenchy : Abbaye du Paraclet des Champs, fondée en 1218, cistercienne
- Croixrault : Prieuré Notre-Dame d’Espérance, fondée en 1966, bénédictine
- Crouy-Saint-Pierre : Abbaye du Gard, fondée en 1137, trappiste de 1815 à 1845
- Doullens : Abbaye Saint-Michel de Doullens
- Épagne-Épagnette : Abbaye d’Épagne, cistercienne (détruite)
- L’Étoile : Abbaye de Moreaucourt, fondée en 1177, bénédictine (en ruine)
- Forest-Montiers : Abbaye de Forest-Montiers, fondée en 640, bénédictine (détruite)
- Ham : Abbaye Notre-Dame de Ham, augustine
- Hornoy-le-Bourg : Abbaye de Selincourt, fondée en 1130, prémontrée
- Lihons : Prieuré de Lihons-en-Santerre, prieuré clunisien (détruit)
- Moreuil : Abbaye Saint-Vaast de Moreuil, fondée en 1109, bénédictine (détruite)
- Péronne : Abbaye du Mont Saint-Quentin, fondée en 660, bénédictine (détruite)
- Saint-Fuscien : Abbaye de Saint-Fuscien, fondée fin VIe siècle, bénédictine
- Saint-Riquier : Abbaye de Saint-Riquier, fondée en 625, bénédictine
- Saint-Valery-sur-Somme : Abbaye de Saint-Valery-sur-Somme, fondée en 615, bénédictine
- Varennes-en-Croix : Abbaye de Clairfay, fondée en 1138, augustine

## Île-de-France

### Essonne
- Abbaye Saint-Spire de Corbeil (Corbeil-Essonne)
- Abbaye de Morsang-sur-Orge (Morsang-sur-Orge)
- Abbaye Notre-Dame de l’Ouÿe (Les Granges-le-Roi), grandmont
- Abbaye Notre-Dame d’Yerres (Yerres), cistercienne
- Abbaye Saint-Louis-du-Temple (Vauhallan), bénédictine
- Abbaye Saint-Merry (Linas), fondée au Xe siècle
- Abbaye de la Sainte-Trinité (Morigny-Champigny) bénédictine
- Abbaye du Val-de-Gif (Gif-sur-Yvette), fondée au XIIe siècle
- Abbaye du Val-Profond (Bièvres), fondé début XIe siècle ou avant, bénédictine
- Abbaye de Villiers-aux-Nonnains (Cerny), fondée en 1216, cistercienne
- Prieuré d’Étampes saint Pierre (Étampes) bénédictin
- Prieuré de Saint-Hilaire (Saint-Hilaire)

### Paris
- Abbaye-aux-Bois (7e arrondissement), bernardine
- Abbaye royale de Longchamp (16e arrondissement), fondée en 1255 (détruite), clarisse
- Abbaye de Montmartre (18e arrondissement), bénédictine
- Abbaye de Penthemont (7e arrondissement)
- Abbaye de Port-Royal de Paris (14e arrondissement)
- Abbaye Saint-Antoine-des-Champs (12e arrondissement), fondée en 1204, cistercienne
- Abbaye de Saint-Germain-des-Prés (6e arrondissement), bénédictine
- Abbaye Saint-Victor (5e arrondissement), fondée en 1108 par Guillaume de Champeaux, augustine
- Abbaye Sainte-Geneviève du Mont (5e arrondissement), augustine
- Abbaye Sainte-Marie de Paris (16e arrondissement), bénédictine
- Abbaye Notre-Dame du Val-de-Grâce (5e arrondissement), bénédictine
- Chartreuse de Paris (6e arrondissement)
- Couvent des Anglaises (13e arrondissement), bénédictine
- Couvent des Bénédictines du Bon-Secours (11e arrondissement)
- Couvent des Capucins (9e arrondissement)
- Couvent des Carmes (6e arrondissement)
- Couvent des Cordeliers (6e arrondissement)
- Couvent des Dames Bénédictines du Saint-Sacrement (5e arrondissement)
- Couvent des Feuillants (1er arrondissement), cistercienne
- Couvent des Feuillantines (5e arrondissement), cistercienne
- Couvent de la Madeleine de Traisnel (11e arrondissement)
- Couvent de la Merci (6e arrondissement)
- Couvent des Petits Augustins (6e arrondissement), augustine
- Couvent des Récollets (10e arrondissement),franciscain
- Couvent Saint-François (14e arrondissement), franciscain
- Couvent des Filles-Anglaises des fossés Saint-Victor (5e arrondissement), augustine
- Prieuré Saint-Martin-des-Champs (3e arrondissement), bénédictin
- Monastère des Bénédictins anglais (5e arrondissement), bénédictin
- Monastère de l’Immaculée-Conception (7e arrondissement)

### Seine-et-Marne
- Abbaye de Barbeau (Fontaine-le-Port), cistercienne
- Abbaye de Chelles (Chelles), bénédictine
- Abbaye du Pont-aux-Dames (Couilly-Pont-aux-Dames), fondée en 1226, cistercienne
- Abbaye Notre-Dame et Saint-Pierre de Faremoutiers (Faremoutiers), fondée vers 620, bénédictine
- Abbaye Saint-Nicolas d’Hermières (Favières), prémontrée
- Abbaye du Lys (Dammarie-lès-Lys) (archives AD), cistercienne
- Abbaye Notre-Dame-de-Jouarre (Jouarre), bénédictine
- Abbaye de Preuilly (Égligny), cistercienne
- Abbaye de Saint-Fiacre (Saint-Fiacre), bénédictine
- Abbaye Saint-Père (Melun) (archives AD), bénédictine
- Abbaye Saint-Séverin (Château-Landon), augustine

### Seine-Saint-Denis
- Abbaye Notre-Dame (Livry-Gargan), fondée en 1197, augustine
- Abbaye de Saint-Denis (Saint-Denis), bénédictine

### Val-d’Oise
- Abbaye Notre-Dame (Argenteuil), bénédictine attestée dès le VIIe siècle
- Abbaye d’Hérivaux (Luzarches), augustine
- Abbaye Notre-Dame du Val (Mériel), cistercienne fondé en 1125
- Abbaye de Maubuisson (Saint-Ouen-l’Aumône), cistercienne
- Abbaye Saint-Joseph de Pontoise (Pontoise), Carmel fondé en 1605
- Abbaye de Royaumont (Asnières-sur-Oise), cistercienne

### Val-de-Marne
- Abbaye de Saint-Maur (Saint-Maur-des-Fossés), bénédictine

### Yvelines
- Abbaye Sainte-Anne de Gassicourt (Mantes-la-Jolie), cistercienne
- Abbaye de Joyenval, prémontré
- Abbaye de Port-Royal des Champs (Magny-les-Hameaux), fondée en 1204, cistercienne
- Abbaye des Vaux-de-Cernay (Cernay-la-Ville), cistercienne
- Abbaye de Neauphle-le-Vieux (Neauphle-le-Vieux)

## Normandie

### Calvados
- Abbaye d'Ardenne (Saint-Germain-la-Blanche-Herbe), fondée en 1121, prémontrée (archives AD)
- Abbaye Saint-Étienne, dite aux hommes (Caen), fondée en 1064, bénédictine
- Abbaye de Cordillon (Lingèvres), fondée au XIIIe siècle, bénédictine (archives AD)
- Abbaye aux Dames (Caen) (archives AD), bénédictine
- Abbaye des Deux-Jumeaux (Deux-Jumeaux), bénédictine
- Abbaye d'Évrecy (Évrecy), bénédictine
- Abbaye de Mondaye (Juaye-Mondaye), prémontrée
- Abbaye Notre-Dame d'Aunay (Aunay-sur-Odon), fondée vers 1131, cistercienne
- Abbaye Notre-Dame de Barbery (Barbery), fondée vers 1140, cistercienne (archives AD)
- Abbaye Notre-Dame (Longues-sur-Mer), bénédictine (archives AD)
- Abbaye Notre-Dame du Pré (Saint-Désir), fondée en 1050 (archives AD), abbaye-aux-Dames, bénédictine
- Abbaye Notre-Dame de Saint-Sever-Calvados (Saint-Sever-Calvados), fondée en 523, bénédictine (archives AD)
- Abbaye de Saint-André-de-Gouffern ou de Notre-Dame de Vignats (La Hoguette), fondée en 1131, cistercienne
- Prieuré Saint-Étienne (Le Plessis-Grimoult), augustine
- Abbaye Saint-Étienne de Fontenay (Saint-André-de-Fontenay), fondée au XIe siècle, bénédictine (archives AD)
- Abbaye Saint-Jean (Falaise), fondée en 1134, augustine (archives AD)
- Abbaye Saint-Martin (Troarn), fondée en 1022, bénédictine (archives AD)
- Abbaye de Saint-Pierre-sur-Dives (Saint-Pierre-sur-Dives), fondée en 1046, bénédictine (archives AD)
- Abbaye (puis prieuré) de Saint-Vigor (Saint-Vigor-le-Grand), bénédictine
- Abbaye de Sainte-Barbe-en-Auge (Mézidon), génofévains
- Abbaye Sainte-Marie (Villers-Canivet), fondée en 1140, cistercienne (archives AD)
- Abbaye Notre-Dame-du-Val (Saint-Omer), fondée en 1125 (archives AD)
- Abbaye du Val-Richer (Saint-Ouen-le-Pin), fondée en 1147, cistercienne (archives AD)
- Prieuré puis abbaye de Vignats (ou abbaye Sainte-Marguerite) (Vignats), bénédictine (archives AD)

### Eure
- Abbaye de la Croix-Saint-Leufroy (La Croix-Saint-Leufroy), bénédictine
- Abbaye de Mortemer (Lisors), fondée en 1134, cistercienne (archives AD)
- Abbaye Notre-Dame (Bernay), fondée en 1008, bénédictine (archives AD)
- Abbaye Notre-Dame (Corneville-sur-Risle), fondée en 1143, augustinienne
- Abbaye Notre-Dame (Saint-Pierre-de-Cormeilles), fondée vers 1055, bénédictine
- Abbaye Notre-Dame (Ivry-la-Bataille), fondée en 1071 (archives AD), bénédictine
- Abbaye Notre-Dame (La Vieille-Lyre), fondée vers 1045 (archives AD), bénédictine
- Abbaye Notre-Dame du Bec (Le Bec-Hellouin), fondée en 1034, bénédictine (archives AD, Eure et Seine-Maritime)
- Abbaye Notre-Dame de Bonport (Pont-de-l'Arche), fondée vers 1190, cistercienne (archives AD)
- Abbaye Notre-Dame du Breuil-Benoît (Marcilly-sur-Eure), fondée vers 1137, cistercienne
- Abbaye Notre-Dame de l'Estrée (Muzy), fondée en 1145, cistercienne
- Abbaye Notre-Dame de Fontaine-Guérard (Radepont), fondée vers 1185, cistercienne (archives AD)
- Abbaye Notre-Dame de Grestain (Fatouville-Grestain), fondée vers 1050, bénédictine
- Abbaye Notre-Dame de l'Isle-Dieu (Perruel), fondée en 1187, prémontrée (archives AD)
- Abbaye Notre-Dame de la Noë (La Bonneville-sur-Iton), fondée en 1144, cistercienne
- Abbaye Notre-Dame du Trésor (Bus-Saint-Rémy), fondée en 1227, cistercienne (archives AD)
- Abbaye de l'Annonciation de Pacy (Pacy-sur-Eure), fondée en 1638
- Abbaye Saint-Jean-Baptiste (Le Neubourg), fondée en 1637, bénédictine
- Abbaye Saint-Léger (Les Préaux), fondée en 1040, bénédictine
- Abbaye Saint-Nicolas (Verneuil-sur-Avre), bénédictine
- Abbaye Saint-Père (Les Préaux), fondée au VIIIe siècle, bénédictine
- Abbaye Saint-Pierre et Saint-Paul (Conches-en-Ouche), fondée vers 1031, bénédictine
- Abbaye Saint-Sauveur (Évreux), fondée en 1060, bénédictine
- Abbaye Saint-Taurin (Évreux), fondée au Xe siècle, bénédictine
- Prieuré de Pénitents Sainte-Barbe[1], au Mesnil-Jourdain
- Prieuré de Notre-Dame du Parc d'Harcourt

### Manche
- Abbaye de Montmorel (Poilley)
- Abbaye de Cerisy-la-Forêt (Cerisy-la-Forêt), bénédictine
- Abbaye de Hambye (Hambye), fondée en 1145, bénédictine
- Abbaye Sainte-Trinité de La Lucerne (La Lucerne-d'Outremer), prémontrée (Sainte-Trinité)
- Abbaye de Montebourg (Montebourg), fondée probablement par Guillaume le Conquérant à la fin du XIe siècle, bénédictine (archives AD, Bibliothèque nationale de France)
- Abbaye du Mont-Saint-Michel (Le Mont-Saint-Michel), communauté de chanoines fondée vers 708 puis abbaye bénédictine transformée par le duc Richard Ier de Normandie en 966
- Abbaye Blanche de Mortain, fondée en 1105, cistercienne
- Abbaye Notre-Dame (Torigni-sur-Vire), fondée au XIIe siècle, cistercienne
- Abbaye Notre-Dame-de-Grâce (Bricquebec), cistercienne
- Abbaye Notre-Dame de Protection (Valognes), bénédictine
- Abbaye Notre-Dame du Vœu (Cherbourg-Octeville), chanoines réguliers Augustins de Saint Victor
- Abbaye de Saint-Sauveur-le-Vicomte (Saint-Sauveur-le-Vicomte), fondée vers 1080, bénédictine
- Abbaye Sainte-Trinité (Lessay), fondée entre 1056 et 1064, bénédictine
- Abbaye Sainte-Anne de Moutons (Avranches), bénédictine
- Abbaye de Savigny-le-Vieux (Saint-Hilaire-du-Harcouët), cistercienne
- Prieuré Saint-Benoît de Néville-sur-Mer (Néville-sur-Mer), bénédictins
- Prieuré de la Taille, fondé au début de la seconde moitié du XIIe siècle

### Orne
- Abbaye d'Almenêches (Almenêches), bénédictine
- Abbaye de Belle-Étoile (Cerisy-Belle-Étoile), fondée en 1216, prémontrés
- Abbaye royale des Clairets (Mâle), cistercienne
- Abbaye d'Essai (Essay), augustinienne
- Abbaye de Fontenay-Louvet (Fontenai-les-Louvets)
- Abbaye de Lonlay (Lonlay-l'Abbaye), bénédictine
- Abbaye de Montreuil (Montreuil-au-Houlme)
- Abbaye Notre-Dame d'Argentan (Argentan), fondée en 1736, bénédictine
- Abbaye Notre-Dame (Silly-en-Gouffern), fondée vers 1128, prémontrée
- Abbaye de Saint-Évroult (Saint-Evroult-Notre-Dame-du-Bois), bénédictine
- Abbaye Sainte-Geneviève de Montsort (Alençon), fondée vers 1655, bénédictine
- Abbaye Saint-Martin de Séez (Sées), bénédictine
- Abbaye de La Trappe (Soligny-la-Trappe), cistercienne

### Seine-Maritime

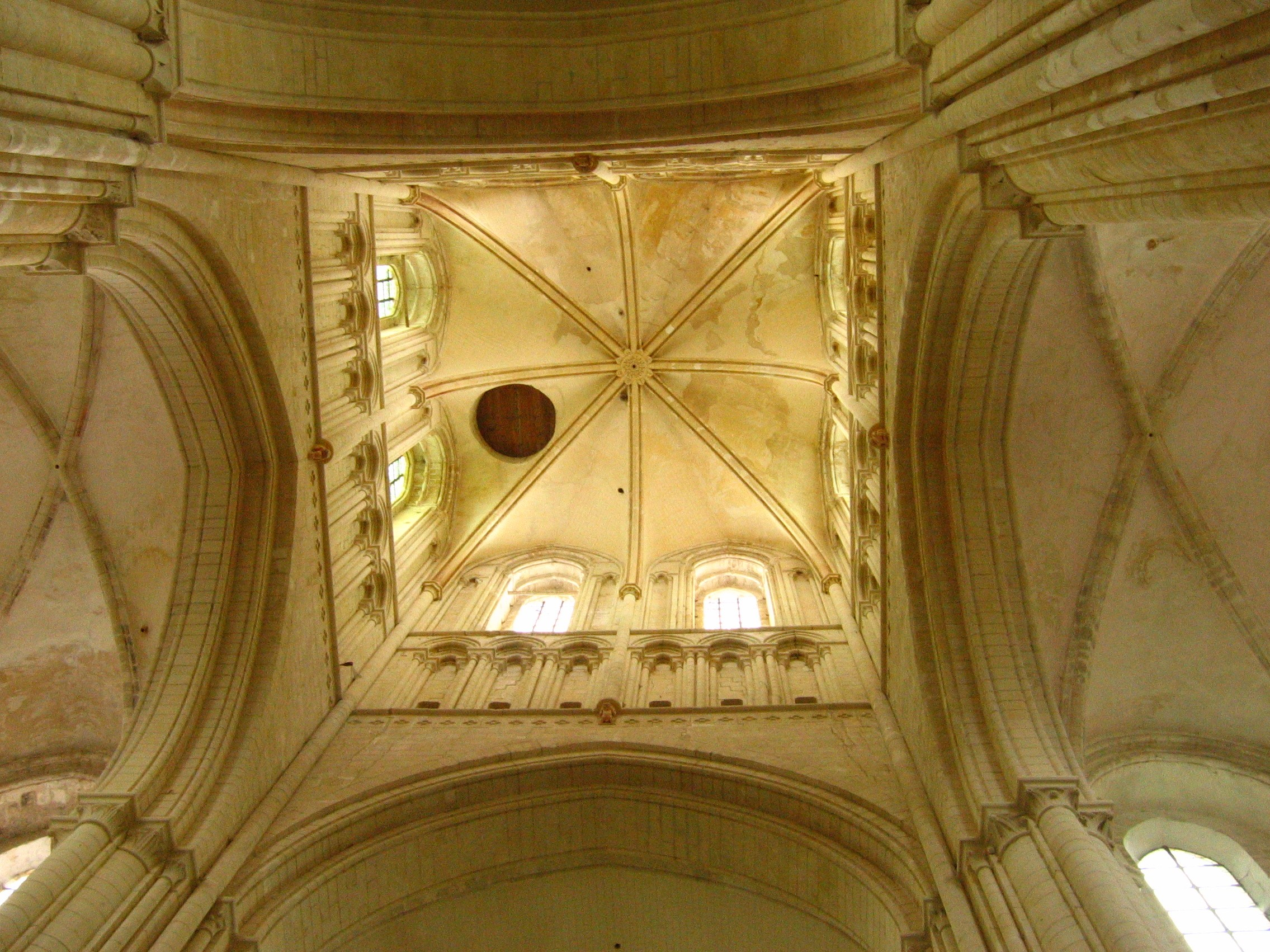
Intérieur de l'église abbatiale de Fécamp.

- Abbaye de Bellozanne (Brémontier-Merval), prémontrée
- Abbaye de Foucarmont (Foucarmont), fondée en 1130, cistercienne (AD Seine-Maritime)
- Abbaye de Graville (Le Havre), augustinienne
- Abbaye Saint-Pierre de Jumièges (Jumièges), fondée vers 654, bénédictine (AD Seine-Maritime et Calvados)
- Abbaye de Notre-Dame (Montivilliers), fondée vers 682, bénédictine (AD Seine-Maritime)
- Abbaye Notre-Dame (Eu), fondée en 1119, augustinienne
- Abbaye Notre-Dame (Ouville-l'Abbaye), feuillante (AD Seine-Maritime)
- Abbaye Saint-Amand (Rouen), fondée vers 1030, bénédictine (AD Seine-Maritime)
- Abbaye Saint-Georges de Boscherville (Saint-Martin-de-Boscherville), fondée en 1114, bénédictine (AD Seine-Maritime)
- Abbaye Saint-Laurent (Beaubec-la-Rosière), fondée vers 1120, cistercienne (AD Seine-Maritime)
- Abbaye Saint-Martin d'Auchy (Aumale), fondée en 1130, bénédictine (AD Seine-Maritime)
- Abbaye Saint-Michel (Le Tréport), fondée en 1053, bénédictine (AD Seine-Maritime)
- Abbaye Saint-Ouen (Rouen), fondée vers 536, bénédictine (AD Seine-Maritime)
- Abbaye de Saint-Saëns (Saint-Saëns), cistercienne (AD Seine-Maritime)
- Abbaye de Saint-Victor-en-Caux (Saint-Victor-l'Abbaye), fondée en 1114, bénédictine (AD Seine-Maritime)
- Abbaye de Saint-Wandrille (Saint-Wandrille-Rançon), fondée en 649, bénédictine, anciennement abbaye de Fontenelle (AD Seine-Maritime)
- Abbaye Sainte-Catherine-du-Mont de Rouen, bénédictine (1030-1597)
- Abbaye de la Sainte-Trinité (Fécamp), fondée en 658, bénédictine (archives du Calvados)
- Abbaye du Valasse ou Notre-Dame du Vœu (Gruchet-le-Valasse), fondée en 1157, cistercienne (AD Seine-Maritime)
- Abbaye de Valmont (Valmont), fondée en 1169, bénédictine (AD Seine-Maritime)

## Nouvelle-Aquitaine

### Charente
- Abbaye de Grosbot (Charras), fondée au Xe siècle, cistercienne (archives AD)
- Abbaye de Lesterps (Lesterps), augustine
- Abbaye Notre-Dame de l’Assomption du Bournet (Courgeac), fondée en 1133, bénédictine
- Abbaye Notre-Dame-de-l’Assomption de Châtre (Saint-Brice), fondée au XIe siècle, augustine
- Abbaye Notre-Dame de La Couronne (La Couronne), augustine, royale (archives AD)
- Abbaye Notre-Dame de Nanteuil (Nanteuil-en-Vallée), bénédictine, fondée vers 780
- Abbaye de Saint-Amant-de-Boixe (Saint-Amant-de-Boixe), bénédictine (archives AD)
- Abbaye Saint-Ausone (Angoulême), fondée au XIe siècle, bénédictine (archives AD)
- Abbaye Saint-Cybard (Saint-Cybard), bénédictine (archives AD)
- Abbaye Saint-Étienne (Baignes-Sainte-Radegonde), bénédictine
- Abbaye Saint-Étienne (Bassac), fondée au XIe siècle, bénédictine
- Abbaye Saint-Pierre (Cellefrouin), fondée vers 1025, augustine
- Abbaye Sainte-Marie de Maumont (Juignac), bénédictine

### Charente-Maritime
- Abbaye aux Dames (Saintes), bénédictine
- Abbaye de Fontdouce (Saint-Bris-des-Bois), bénédictine
- Abbaye royale de Saint-Jean-d'Angély, Saint-Jean-d'Angély
- Abbaye de Sablonceaux (Sablonceaux), augustine
- Abbaye de La Tenaille, Saint-Sigismond-de-Clermont
- Abbaye de Montierneuf, Saint-Agnant
- Abbaye de La Grâce-Dieu, Benon
- Abbaye Saint-Léonard des Chaumes, Dompierre-sur-Mer
- Abbaye Notre-Dame-de-Ré dite des Châteliers, La Flotte
- Abbaye de Charon, Charron
- Abbaye des Augustins de Saint-Savinien, Saint-Savinien
- Abbaye de Vaux, Vaux-sur-Mer
- Prieuré de Trizay, Trizay
- Prieuré de Sainte-Gemme, Sainte-Gemme
- Prieuré de Pont-l'Abbé-d'Arnoult, Pont-l'Abbé-d'Arnoult
- Prieuré de Sermaize, Nieul-sur-Mer
- Prieuré Notre-Dame-d'Oulmes, Nuaillé-sur-Boutonne
- Couvent des Jacobins de Saintes, Saintes
- Couvent des Augustins de La Rochelle, La Rochelle
- Couvent des Carmes de La Rochelle, La Rochelle
- Couvent des Dames Blanches, La Rochelle
- Couvent des Sœurs de la Sagesse, Loix

### Corrèze
- Abbaye Notre-Dame d’Obazine (Aubazine), abbaye cistercienne fondée au XIIe siècle
- Abbaye de Bonnaigue (Saint-Fréjoux-le-Majeur), abbaye cistercienne, fondée en 1147
- Abbaye Saint-André et Saint-Léger (Meymac), prieuré bénédictin, fondé en 1085
- Abbaye Saint-Pierre (Beaulieu-sur-Dordogne), bénédictine, fondée vers 855
- Abbaye Saint-Pierre (Vigeois), bénédictine, fondée au Ve siècle
- Abbaye Saint-Pierre-d’Uzerche (Uzerche), bénédictine, fondée aux XIe et XIIe siècles
- Cathédrale Notre-Dame de Tulle (Tulle), église abbatiale bénédictine puis clunisienne, construite en 1130
- Couvent des Capucins (Turenne), fondé en 1670
- Prieuré de Chauffour-sur-Vell, fondé au XIe siècle
- Prieuré Saint-Michel-des-Anges (Saint-Angel), fondé au VIIIe siècle, bénédictin
- Prieuré Saint-Robert (Saint-Robert), bénédictin, fondé en 1079
- Prieuré de Saint-Pantaléon-de-Lapleau, bénédictin puis casadéen, fondé au XIIe siècle
- Église paroissiale Notre-Dame de l’Assomption (Soudaine-Lavinadière), ancien prieuré de l’ordre canonial régulier du Saint-Sépulcre, fondé vers 1263[2]

### Creuse
- Abbaye d’Aubepierre (Méasnes), fondée en 1149, cistercienne (archives AD)
- Abbaye Notre-Dame d’Aubignac (Saint-Sébastien), fondée au XIIe siècle, cistercienne (archives AD)
- Abbaye de Bénévent (Bénévent-l’Abbaye), fondée en 1028, augustine
- Abbaye de Bonlieu (Peyrat-la-Nonière), fondée en 1119, cistercienne (archives AD)
- Abbaye de Moutier-d’Ahun (Moutier-d’Ahun), fondée en 997, bénédictine (archives AD)
- Prieuré hospitalier de Bourganeuf (Bourganeuf)
- Abbaye du Palais-Notre-Dame (Thauron), cistercienne
- Abbaye de Prébenoît (Bétête), fondée en 1140, cistercienne

### Deux-Sèvres
- Abbaye d’Airvault (Airvault), augustine
- Abbaye de Mauléon (Mauléon), augustine
- Abbaye Notre-Dame de Chambon (Mauzé-Thouarsais), fondée vers 1212, bénédictine
- Abbaye de Saint-Jean de Bonneval-lès-Thouars, fondée avant 955, bénédictine
- Abbaye Saint-Jouin de Marnes (Saint-Jouin-de-Marnes), bénédictine

### Dordogne
- Abbaye de Boschaud (Villars), cistercienne
- Abbaye de Cadouin (Le Buisson-de-Cadouin), cistercienne, abritant un pseudo-Saint-Suaire
- Abbaye de Dalon (Sainte-Trie), cistercienne
- Abbaye Notre-Dame (Chancelade), augustine
- Abbaye Notre-Dame de Bonne-Espérance (Échourgnac), cistercien-trappiste
- Abbaye Notre-Dame de Ligueux (Ligueux), bénédictine
- Abbaye de Saint-Amand-de-Coly (Saint-Amand-de-Coly), augustine
- Abbaye de Saint-Cyprien (Saint-Cyprien), augustine
- Abbaye Saint-Martial (Paunat), bénédictine
- Abbaye Saint-Pierre (Brantôme), bénédictine, fondée en 769

### Gironde
- Abbaye Notre-Dame de Fontguilhem (Masseilles), fondée en 1124, cistercienne
- Abbaye Notre-Dame de Guîtres (Guîtres), bénédictine
- Abbaye Notre-Dame du Rivet (Auros), fondée vers 1189, cistercienne
- Abbaye de Saint-Maurice (Blasimon), fondée en 727, bénédictine
- Abbaye Saint-Pierre de L’Isle (Ordonnac), augustine
- Abbaye Sainte-Croix (Bordeaux), bénédictine (archives AD)
- Abbaye de Saint-Ferme (Saint-Ferme) fondée au XIe siècle, bénédictine
- Abbaye de La Sauve-Majeure (La Sauve), bénédictine
- Abbaye Saint-Pierre de Vertheuil (Vertheuil), augustine

### Haute-Vienne
- Abbaye des Allois (Limoges), bénédictine (archives AD)
- Abbaye de Boubon (Cussac) (archives AD)
- Abbaye de Grandmont (Saint-Sylvestre), fondée en 1073 (archives AD)
- Abbaye Saint-Augustin-lès-Limoges (Limoges) (archives AD), bénédictine
- Abbaye Saint-Gérald-lès-Limoges (Limoges) (archives AD), augustine
- Abbaye Saint-Martial de Limoges (Limoges) (archives AD), bénédicitne
- Abbaye Saint-Martin-lès-Limoges (Limoges) (archives AD), bénédictine
- Abbaye Sainte-Marie de la Règle (Limoges), bénédictine (archives AD), bénédictine
- Abbaye de Solignac (Solignac) (archives AD), bénédictine

### Landes
- Abbaye d’Arthous (Hastingues), fondée en 1160, prémontrée
- Abbaye de Cagnotte (Cagnotte), fondée au IXe siècle, bénédictine
- Abbaye de Divielle (Goos), fondée en 1132, prémontrée
- Abbaye Notre-Dame (Maylis), fonbdée en 1948, bénédictine
- Abbaye de Pontaut (Mant), fondée en 1115, cistercienne
- Abbaye Saint-Jean de la Castelle (Duhort-Bachen), fondée avant 1073, prémontrée
- Abbaye de Saint-Sever (Saint-Sever), bénédictine
- Abbaye Saint-Jean de Sorde (Sorde-l’Abbaye), fondée avant 960, bénédictine

### Lot-et-Garonne
- Abbaye de Clairac (Clairac), bénédictine
- Abbaye d’Eysses (Villeneuve-sur-Lot), bénédictine, Saint Gervais et Saint Protais
- Abbaye de Gondon (Monbahus), cistercienne
- Abbaye de Pérignac (Montpezat), cistercienne
- Abbaye de Saint-Maurin (Saint-Maurin), bénédictine

### Pyrénées-Atlantiques
- Abbaye de Larreule (Larreule), fondée à la fin du Xe siècle, bénédictine
- Abbaye de Lucq-de-Béarn, fondée vers 970, bénédictine de 970 jusqu’en 1569, puis barnabite de 1608 à 1791
- Abbaye Notre-Dame de Belloc (Urt), fondée en 1875, bénédictine
- Abbaye de Sauvelade (Sauvelade), cistercienne

### Vienne
- Abbaye de Montierneuf (Poitiers), bénédictine
- Abbaye Notre-Dame de l’Étoile (Archigny), cistercienne
- Abbaye Notre-Dame de la Merci-Dieu (La Roche-Posay), cistercienne
- Abbaye Notre-Dame du Pin (Béruges), cistercienne
- Abbaye Notre-Dame de la Réau (Saint-Martin-l’Ars), augustine
- Abbaye de Nouaillé-Maupertuis (Nouaillé-Maupertuis), bénédictine
- Abbaye Saint-Benoît (Quinçay), aussi Sainte-Croix de la Cossonière, bénédictine
- Abbaye Saint-Cyprien (Poitiers), bénédictine
- Abbaye Saint-Hilaire le Grand (Poitiers), augustine
- Abbaye Saint-Martin (Ligugé), bénédictine
- Abbaye Saint-Sauveur (Charroux), bénédictine
- Abbaye de Saint-Savin-sur-Gartempe (Saint-Savin), bénédictine
- Abbaye Sainte-Croix (Saint-Benoît), bénédictine

## Occitanie

### Ariège
- Abbaye de Boulbonne (Mazères 1129-1567, puis Cintegabelle 1652-1791), cistercienne (archives AD)
- Abbaye de Combelongue (Rimont), prémontrée (archives AD)
- Abbaye Notre-Dame de Donezan (Carcanières), bénédictine en activité
- Abbaye de Mas-d’Azil (Le Mas-d’Azil), bénédictine (archives AD)
- Abbaye Saint-Antoine-et-Saint-Pierre (Lézat-sur-Lèze), bénédictine (archives AD)
- Abbaye Saint-Antonin (Pamiers), d’abord au Mas Cailloup puis au Mas Saint-Antonin, chanoines augustins (archives AD)
- Abbaye Saint-Volusien (Foix), génofévains (archives AD)
- Abbaye des Salenques (Les Bordes-sur-Arize), cistercienne (archives AD)
- Abbaye Notre-Dame du Pesquié (Serres-sur-Arget), bénédictine en activité

### Aude
- Abbaye Saint-Pierre-Saint-Paul (Caunes-Minervois), fondée vers 780, bénédictine (archives AD)
- Abbaye des Monges (Narbonne), bénédictine, cistercienne
- Abbaye de Saint-Hilaire ou abbaye de Saint-Hilaire du Razès (Saint-Hilaire), bénédictine
- Abbaye Saint-Jean-Baptiste de Montolieu (Montolieu), fondée au VIIIe siècle, bénédictine (archives AD)
- Abbaye de Saint-Papoul (Saint-Papoul), fondée au XIIIe siècle, bénédictine
- Abbaye de Saint-Polycarpe (Saint-Polycarpe), bénédictine
- Abbaye Sainte-Marie (Lagrasse), fondée vers 780, bénédictine puis, depuis 2004, abbaye des chanoines réguliers de la Mère de Dieu (archives AD)
- Abbaye Sainte-Marie de Fontfroide (Bizanet, Narbonne), cistercienne (archives AD)
- Abbaye Sainte-Marie de Joucou (Joucou), bénédictine
- Abbaye Sainte-Marie de Villelongue (Saint-Martin-le-Vieil, cistercienne (archives AD)
- Abbaye Sainte-Marie de Rieunette (Molières-sur-l’Alberte), cistercienne

### Aveyron
- Domerie d’Aubrac (Saint-Chély-d’Aubrac), augustine
- Abbaye de Loc-Dieu (Martiel), cistercienne
- Abbaye Notre-Dame de Bonneval (Le Cayrol), fondée en 1147, moines cisterciens puis moniales cisterciennes-trappistes
- Abbaye Sainte-Foy (Conques), bénédictine puis prémontrée
- Abbaye de Bonnecombe (Comps-la-Grand-Ville), fondée en 1167, cistercienne
- Abbaye de Sylvanès (Sylvanès), cistercienne

### Gard
- Abbaye de Franquevaux (Beauvoisin), fondée en 1143, cistercienne
- Abbaye de Psalmodie (Saint-Laurent-d'Aigouze), bénédictine
- Abbaye Saint-André (Villeneuve-lès-Avignon), bénédictine
- Abbaye de Saint-Gilles (Saint-Gilles-du-Gard), bénédictine
- Abbaye Saint-Roman de l'Aiguille (Comps), bénédictine
- Abbaye de Sylveréal (Sylvéréal), cistercienne
- Chartreuse de Valbonne (Saint-Paulet-de-Caisson), fondée au XIIIe siècle

### Gers
- Abbaye de Berdoues (Berdoues), cistercienne
- Abbaye de la Case-Dieu (Beaumarchés), prémontrée
- Abbaye de Boulaur (Boulaur), cistercienne
- Abbaye de Flaran (Valence-sur-Baïse), cistercienne
- Abbaye de Planselve (Gimont), cistercienne
- Abbaye Saint-Antoine (Saint-Antoine), ordre de Saint-Antoine

### Haute-Garonne
- Abbaye de la Benissons-Dieu de Nizors (Boulogne-sur-Gesse), fondée vers 1180 par l’Abbaye de Bonnefont, cistercienne
- Abbaye de Bonnefont (Proupiary), cistercienne
- Abbaye de Boulbonne (Cintegabelle), cistercienne
- Abbaye de Calers (Gaillac-Toulza), cistercienne
- Abbaye Notre-Dame des Feuillants (Labastide-Clermont), cistercienne
- Abbaye Sainte-Marie du Désert (Bellegarde-Sainte-Marie), trappiste, fondée en 1852

### Hautes-Pyrénées
- Abbaye de l’Escaladieu (Bonnemazon), cistercienne
- Abbaye de Larreule (Larreule), fondée au début du XIe siècle, bénédictine
- Abbaye de Madiran (Madiran), bénédictine
- Abbaye de Saint-Savin-en-Lavedan (Saint-Savin), bénédictine
- Abbaye de Saint-Sever-de-Rustan (Saint-Sever-de-Rustan), bénédictine
- Abbaye Notre-Dame de Tournay (Tournay), bénédictin
- Monastère du Carmel de Lourdes (Lourdes), carmélites
- Monastère des Clarisses de Lourdes (Lourdes), clarisses
- Prieuré de Saint-Lézer (Saint-Lézer), bénédictine
- Abbaye de Saint-Pé-de-Bigorre (Saint-Pé-de-Bigorre), bénédictine

### Hérault
- Abbaye de Cassan (Roujan), fondée en 1080, augustine
- Abbaye Saint-Aphrodise de Béziers (Béziers), bénédictine
- Abbaye de Saint-Guilhem-le-Désert (Saint-Guilhem-le-Désert), bénédictine
- Abbaye Saint-Pierre-aux-Liens (Joncels), bénédictine
- Abbaye Saint-Sauveur (Aniane), bénédictine
- Abbaye de Saint-Thibéry (Saint-Thibéry), bénédictine
- Abbaye Sainte-Marie de Fontcaude (Cazedarnes), prémontrée
- Abbaye de Sylva-Plana (Faugères)
- Abbaye de Valmagne (Villeveyrac), cistercienne
- Abbaye de Villemagne (Villemagne), bénédictine
- Abbaye Notre-Dame du Vignogoul (Pignan), cistercienne

### Lot
- Abbaye Saint-Pierre (Marcilhac-sur-Célé), bénédictine
- Abbaye Sainte-Marie (Souillac), bénédictine

### Lozère
- Abbaye du Chambon (Saint-Léger-de-Peyre), bénédictine
- Abbaye de Mercoire (Cheylard-l’Évêque), cistercienne
- Abbaye Sainte-Énimie (Saint-Énimie), cistercienne
- Carmel de Mende (Mende), carmel

### Pyrénées-Orientales
- Abbaye Sainte-Marie (Arles-sur-Tech), bénédictine
- Abbaye de Saint-Génis-des-Fontaines (Saint-Génis-des-Fontaines), bénédictine
- Abbaye Saint-Martin du Canigou (Casteil), bénédictine
- Abbaye Saint-Michel de Cuxa (Codalet), bénédictine
- Abbaye Sainte-Marie de Clariana de Jau (Mosset), cistercienne
- Abbaye de Valbonne (Argelès-sur-Mer), XIIIe siècle, cistercienne

### Tarn
- Abbaye d’Ardorel (Lempaut), fondée en 1124, cistercienne (archives AD)
- Abbaye de Candeil (Labessière-Candeil), fondée vers 1150, cistercienne (archives AD)
- Abbaye d’En-Calcat (Dourgne), deux monastères Saint-Benoît d’En Calcat et Sainte-Scholastique de Dourgne, cistercienne
- Abbaye de la Salvetat (Montdragon), bénédictine (archives AD)
- Abbaye de Sorèze alias Notre-Dame de la Sagne (Sorèze), bénédictine
- Abbaye de Vielmur (Vielmur-sur-Agout), fondée au XIe siècle, bénédictine

### Tarn-et-Garonne
- Abbaye de Beaulieu-en-Rouergue ou Belloc (Ginals), fondée vers 1141, cistercienne
- Abbaye de Belleperche (Cordes-Tolosannes), fondée au XIIe siècle, cistercienne (archives AD)
- Abbaye de Grand Selve (Bouillac), fondée en 1114, cistercienne
- Abbaye de la Garde-Dieu (Mirabel) (archives AD), cistercienne
- Abbaye du Mas-Grenier (Mas-Grenier), fondée au IXe siècle, bénédictine
- Abbaye Saint-Marcel (Réalville), fondée en 1130, cistercienne
- Abbaye Saint-Pierre (Moissac), bénédictine (archives AD)

## Pays de la Loire

### Loire-Atlantique
- Abbaye Notre-Dame (La Meilleraye-de-Bretagne), fondée en 1132, cistercienne
- Abbaye Notre-Dame de Blanche-Couronne (La Chapelle-Launay), fondée au XIIe siècle, bénédictine
- Abbaye Notre-Dame de Buzay (Rouans), fondée en 1135, cistercienne
- Abbaye Notre-Dame de la Chaume (Machecoul), fondée en 1099, bénédictine
- Abbaye Sainte-Marie de Pornic (Sainte-Marie-sur-Mer – commune de Pornic), fondée au XIIe siècle, bénédictine puis augustine
- Abbaye de Saint-Gildas-des-Bois (Saint-Gildas-des-Bois), fondée au XIe siècle, bénédictine
- Abbaye Saint-Martin (Vertou), bénédicitne
- Abbaye Sainte-Madeleine de Geneston (Montbert), fondée en 1163, cistercienne
- Abbaye de Villeneuve (Les Sorinières), fondée en 1201, cistercienne

### Maine-et-Loire
- Abbaye d’Asnière (Cizay-la-Madeleine), fondée vers 1130, monument historique, bénédictine
- Abbaye de Bellefontaine (Bégrolles-en-Mauges), cistercienne
- Abbaye de la Boissière (Dénezé-sous-le-Lude), fondée vers 1131, cistercienne (archives AD)
- Abbaye de Brignon (Saint-Macaire-du-Bois), fondée vers 1120, bénédictine
- Abbaye de Chaloché (Chaumont-d’Anjou et Corzé), fondée en 1119, cistercienne (archives AD)
- Abbaye de Fontevraud (Fontevraud-l’Abbaye), Maison-mère de l’Ordre de Fontevraud, bénédictine (archives AD)
- Abbaye Notre-Dame des Gardes (Saint-Georges-des-Gardes), cistercienne
- Abbaye de Louroux (Vernantes), fondée en 1121, cistercienne
- Abbaye Notre-Dame de Pontron (Le Louroux-Béconnais), fondée en 1139, cistercienne
- Abbaye Notre-Dame de la Prée des Tuffeaux (Chênehutte-Trèves-Cunault)
- Abbaye de Nyoiseau (Nyoiseau), fondée au XIIe siècle, bénédictine (archives AD)
- Abbaye du Perray-aux-Nonnains (Écouflant), fondée au XIIe siècle, bénédictine puis cistercienne (archives AD)
- Abbaye du Ronceray (Notre-Dame du Ronceray ou Notre-Dame de la Charité) (Angers), bénédictine (archives AD)
- Abbaye Saint-Aubin (Angers), fondée en 530, bénédictine (archives AD)
- Abbaye Saint-Florent de Saumur (Saint-Hilaire-Saint-Florent), bénédictine (archives AD)
- Abbaye Saint-Florent-le-Vieil (Saint-Florent-le-Vieil), bénédictine puis mauriste, XVIIe siècle
- Abbaye de Saint-Georges-sur-Loire (Saint-Georges-sur-Loire), fondée au XIIe siècle, augustine (archives AD)
- Abbaye Saint-Jean de Mélinais (Clefs), fondée en 1138, augustine
- Abbaye Saint-Maur de Glanfeuil (ou Saint-Maur-sur-Loire) (Le Thoureil), bénédictine (archives AD)
- Abbaye Saint-Nicolas (Angers), fondée vers 1010-1020, bénédictine (archives AD)
- Abbaye Saint-Serge (Angers), fondée vers le VIIe siècle (alias Saint-Serge et Saint-Bach), bénédictine (archives AD)
- Abbaye Toussaint (Angers), fondée en 1040-1049, augustine (archives AD)
- Prieuré Notre-Dame de Cunault (Chênehutte-Trèves-Cunault), fondé au IVe siècle, bénédictin
- Prieuré Sainte Marie Madeleine, fondé entre 1426 et 1489 à Fontevraud-l'Abbaye

### Mayenne
- Abbaye de Bellebranche (Saint-Brice), fondée en 1150, cistercienne (AD de la Sarthe)
- Abbaye de Clermont (Olivet ), fondée en 1150, cistercienne
- Abbaye Notre-Dame (Évron)
- Abbaye Notre-Dame de Fontaine-Daniel (Saint-Georges-Buttavent), fondée en 1204, cistercienne (AD du Calvados)
- Abbaye Notre-Dame du Port-du-Salut (Entrammes)
- Abbaye de la Roë (La Roë), fondée en 1098 par Robert d’Arbrissel

### Sarthe
- Abbaye de Bonlieu (Dissay-sous-Courcillon), fondée en 1219, cistercienne (archives AD)
- Abbaye de la Couture (Le Mans) (Saints Pierre et Paul), bénédictine
- Abbaye de l’Épau (Yvré-l’Évêque), fondée en 1229, cistercienne (archives AD)
- Abbaye d’Étival (Étival-en-Charnie), fondée en 1109, bénédictine (archives AD)
- Abbaye de Mélinais (La Flèche), fondée au XIIe siècle, génovéfains (archives AD)
- Abbaye Notre-Dame de Champagne (Rouez-en-Champagne), fondée en 1188, cistercienne (archives AD)
- Monastère Notre-Dame de la Merci-Dieu (Saint-Jean-d’Assé), fondée en 1950, cistercienne
- Abbaye Notre-Dame de la Perrigne (Saint-Corneille), fondée en 1303, augustine (archives AD)
- Abbaye de la Pelice (Cherreau), fondée en 1185, bénédictine
- Abbaye du Perray-Neuf (Précigné), fondée en 1189, prémontrée (archives AD)
- Abbaye de Perseigne (Neufchâtel-en-Saosnois), fondée en 1130, cistercienne
- Abbaye de Saint-Calais (Saint-Calais), fondée au VIe siècle, bénédictine (archives AD)
- Abbaye Saint-Julien du Pré (Le Mans), fondée au XIe siècle, bénédictine (archives AD)
- Abbaye Saint-Laurent du Gué de l’Aunay (Vibraye), fondée vers 1150, bénédictine
- Abbaye Saint-Pierre (Solesmes), bénédictine
- Abbaye Saint-Vincent du Mans (Le Mans), monastère fondé vers 572, bénédictine (archives AD)
- Abbaye de Tironneau (Saint-Aignan), fondée en 1151, cistercienne (archives AD)
- Abbaye de Vaas (Vaas), prémontrée

### Vendée
- Abbaye de la Blanche en Noirmoutier (Noirmoutier-en-l’Île), cistercienne
- Abbaye de Breuil Herbaud (Falleron), bénédictine
- Abbaye Notre-Dame des Fontenelles (Saint-André-d’Ornay), augustine
- Abbaye Notre-Dame de la Grainetière (Les Herbiers), fondée en 1130, congrégation Notre-Dame d’Espérance, bénédictine
- Abbaye de l’Île-Chauvet (Bois-de-Céné), camaldules
- Abbaye Saint-Pierre de Maillezais (Maillezais), bénédictine
- Abbaye de Noirmoutier (île de Noirmoutier)
- Abbaye Notre-Dame de Bois-Grolland (Poiroux), cistercienne
- Abbaye royale Notre-Dame de Lieu-Dieu (Jard-sur-Mer), aussi appelée Lieu-en-Jard, prémontrée
- Abbaye Saint-Jean d’Orbestier (Château-d’Olonne), fondée au XIIe siècle, église abbatiale romane, bénédictine
- Abbaye royale de Saint-Michel-en-l’Herm (Saint-Michel-en-l’Herm), bénédictine
- Abbaye Saint-Vincent (Nieul-sur-l’Autise), augustine
- Prieuré de Trizay (St Vincent Puymaufrais), bénédictin
- Abbaye Sainte-Croix de Talmont-Saint-Hilaire

## Provence-Alpes-Côte d’Azur

### Alpes-de-Haute-Provence
- Monastère de Ganagobie (Forcalquier), bénédictin
- Abbaye Notre-Dame de Lure (Saint-Étienne-les-Orgues), bénédictine

### Alpes-Maritimes
- Abbaye de Lérins (sur l’île Saint-Honorat, Cannes), bénédictine puis cistercienne
- Abbaye de Saint-Pons (Nice), fondée selon la tradition au IIIe siècle, bénédictine

### Bouches-du-Rhône
- Abbaye Saint-Césaire (Arles), bénédictine
- Abbaye de Montmajour (Arles), mauristes
- Abbaye Saint-Michel de Frigolet, (Tarascon), Prémontrée
- Abbaye Saint-Gervais (Fos-sur-Mer), fondée en 992, courte filiation clunisienne à partir de 1081, détruite
- Abbaye de Saint-Pons (Gémenos), cistercienne
- Abbaye de Saint-Victor (Marseille), bénédictine
- Abbaye de Silvacane (La Roque-d’Anthéron), cistercienne

### Hautes-Alpes
- Abbaye Notre-Dame de Boscodon (Crots), fondée en 1140 par les Chalaisiens, restaurée depuis 1972, bénédictine puis dominicaine
- Abbaye de Clausonne (Le Saix), fondée en 1185 par les Chalaisiens, gérée par l'association éponyme depuis 1994)

### Var
- Abbaye de La Celle (La Celle), bénédictine
- Abbaye du Thoronet (Le Thoronet), cistercienne (archives AD)

### Vaucluse
- Abbaye Saint-Véran (Avignon), fondée au XIIe siècle, bénédictine
- Abbaye Notre-Dame de l’Annonciation (Le Barroux), bénédictine
- Abbaye Sainte-Croix (Apt), fondée en 1234, cistercienne
- Abbaye Sainte-Madeleine (Le Barroux), bénédictine
- Abbaye de Sénanque (Gordes), fondée en 1148, cistercienne